# 粵劇

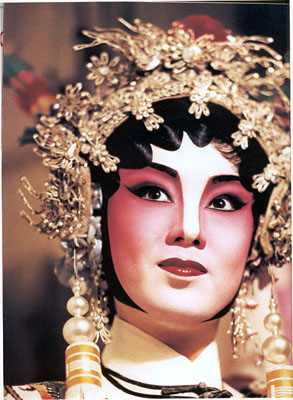
粤剧花旦常見造型

粵劇，又稱大戲或者廣東大戲，是一种源自南戲的廣東主流戲曲，自明朝嘉靖年間開始在廣東、廣西出現，是糅合唱做唸打、樂師配樂、戲臺服飾、抽象形體等的表演藝術。粵劇每一個行當都有各自獨特的服飾打扮。粵劇名列於2006年5月20日公布的第一批518項國家級非物質文化遺產名錄之內。2009年9月30日，粵劇獲聯合國教科文組織肯定，列入人類非物質文化遺產名錄。粵劇是省港澳地區的艺术瑰宝，隨著移民的華人及其對粵劇的喜愛和傳唱，被傳播到世界各地。

## 歷史

### 元朝以前
粵劇起源於中國民間齊言民歌，最早可上溯至先秦时代的《詩經》，但齊言體民歌也是中國全部板式變化體戲曲如京劇、詩讚類戲曲如上海越劇、黃梅調等的共同起源。
中國齊言體民歌，發展至魏、晉和唐代，達到空前的高峯，更形成了一代的文學體式──唐詩。這些講求平仄，秩序井然的齊言體民歌，在唐代佛教寺廟的俗講表演中，不但形成說故事的內容，也加入了以木魚为主的節拍特色。可是，由於長期處於社會低層，加上同时期受外來音樂影響的宴樂〔或稱燕樂〕一直為統治階層所青睐，所以並沒有很大的發展。而由宴樂發展出來的詞樂，歷經唐、宋，形成了律分宮調的戲曲。

### 元朝
到了元朝，雜劇成了最受歡迎的戲劇種類。當時稱一幕戲為一折。選演一部戏剧中的一幕便稱為子戲。粵劇有很多劇目以元朝雜劇为基础，甚至某些粵劇的傳統戲碼与雜劇完全相同，例如《西廂記》（被稱為元雜劇之冠）、《竇娥冤》、《踏雪尋梅》、《倩女離魂》、《趙氏孤兒》等。

### 明清
在明清間的廣州城，經濟繁榮，號稱「金山珠海，天子南庫」，財富沉澱積累，南北歌舞伎藝亦很早就傳到此地，因而珠三角一帶的民間戲曲活動相當活躍，時稱為「土腔土調」。

#### 明朝

##### 萌芽
明初嶺南詩派南園前五子之首孫蕡所作的廣州歌，記述了廣州城南濠畔一帶歌舞曲藝興旺，當其時歸德門外食肆眾多，歌舞藝伎如雲，其中就有不少土腔女伶，繁盛規模超過秦淮河幾倍。
據《新會縣志》記載，明成化初年，當地的“鄉俗子弟多不守本業，事戲劇度日”。明朝嘉靖40年（1561年）《廣東通志》便有所記載：廣州府“二月城市中多演戲為樂，諺雲正燈二戲”，並有“搬戲難成器，彈弦不是賢”的俗語，所以“江浙戲子至，必自謂村野，輒謝絕之”。這證明當時已經盛行大戲。
到了明朝，南戲的弋陽腔已在廣東流行，昆班、徽班及江西、湖南戲班經常進入廣東各地演出。根據《粵劇史》，廣州府出現一個女花旦，名叫張喬，廣州府南海縣人，是一名青衣演員。她出生於廣州府，因為她母親是蘇州崑腔演員的緣故被記載為崑腔班女戲子。可見各地戲班中人開始在廣州府落地生根。雖然广东人受了外來的薰陶而開始學習演戲，但是在成化年間，學戲仍未被保守人士所接受，石灣太原霍氏族譜曾有禁止良家子弟學戲的家箴。後來漸漸才出現組成本地人為主體的戲班，並過渡到本地人為全體的戲班。為區別兩者，前者被稱為“外江班”，後者被稱為“本地班”。

##### 曲折
明代亦處於外江官員主宰地方管治的情況，本土歌藝備受打壓，如弘治三年（1490）順德知縣吳廷大，以「城鄉演戲過多」為由，下令清拆全縣演戲「淫祠」。
而正德十六年（1521），欽差提督學校廣東等處提刑按察司副使魏校（江蘇崑山人），正式宣佈演戲違法。廣州城內原在明嘉靖年間（1522—1566），有幾座金花夫人廟演戲比較興旺，演期長的可以延續幾個月，但到魏校禁戲後被拆，剩城外河南一間金花廟。
此時不少外江商人入粵經商，弋、昆、高、梆等外江戲班隨之蜂擁而來，更成立戲班行會組織即梨園會館。當其時廣東本地戲班既無經濟實力同外省商人抗衡，由外省人主持的官府更只會為外省戲班撐腰，本土戲班就被外省戲班排擠，在（本土）梨園（曲藝場）無立足之地，日漸被邊緣化。此時佛山鎮駐紮的（外江）官吏，相對少於廣州城（封疆大吏集中），本土戲班就群集去佛山。
“未有八和，先有瓊花”在戲行中是無人不懂的。明萬曆年間（1573－1620），在佛山鎮大基尾，本土戲班成立了瓊花會館，作為本土戲班行會會所，此為粵劇行會創始，火神華光亦就由此成為粵劇行的祖師爺。根據《佛山忠義鄉志》的記載：“鎮內有會館凡三十七，瓊花會館建築瑰麗，為會館之最。”。當時瓊花會館座落於“優船聚於基頭，酒肆盈於市畔”的大基鋪（即佛山市紅強街區）。當時會館門口有四條大柱，還有個亭子。館門口的牌匾是“會館”兩字，全館的面積比當時的祖廟還大。全館共分三進：第一進是鐘鼓，繼後有可拆可合的臨時舞臺；第二進是瓊花宮大殿，大殿前是天階；第三進是會所。華光誕時戲行中人匯聚瓊花宮大殿祭祀華光大帝。瓊花會館附近就是佛山大基尾河邊的瓊花水埠，方便坐紅船的伶人上岸或到其他地方演出。據說伶人最初僱用紫洞艇作為戲船，後來加上帆哩，在船身繪畫龍鱗菊花圖案，船頭髹成红色，因而稱為紅船。
粵劇不但吸收了弋陽腔的特色，並且與徽劇（安徽）、漢劇（湖北）、湘劇（湖南）、祁劇（湖南）、桂劇（廣西）有血緣的關係。因為所演的劇目、唱腔、音樂、表演方式等等，與徽、漢、湘、祁、桂劇大致相同。例如：《晴雯補裘》和《獨佔花魁》這兩齣戲碼，《鏟椅》、《跳臺》、《夜戰馬超》等南派武打劇，桂劇和粵劇完全相同。雖然說外江班接近徽班，本地班接近西班，但其實本地班建立的初期，主要區別在組班的人。本地班是由本地人組成，主要是指本地藝人組成的專業戲班。可是有時候也可以包括一些農民在進行季節性演出活動而臨時組成的戲班。

#### 清朝
廣東本地戲班早期活動的中心在佛山。順治十五年（1658年）在靈應祠祖廟前建華封戲台，臺上演戲鼓桌什物俱全，演出的都是酬神戲。康熙年間改名為萬福台，是廣東現存最華麗精巧、嶺南地區規模最大的古戲台，見證粵劇發展歷史。戲台分前後兩部分，前台以金漆木雕為佈景，具有强烈的舞台效果。整個萬福台還採用拱型結構，無論站何處，所能聽到的音質基本相同。
雍正年間，廣州更出現“土優”、“土班”。有文獻記載：“廣州府題扇橋，為梨園之藪，女優頗眾，歌價倍於男優。……能昆腔蘇白，與吳優相若。此外俱屬廣腔，一唱眾和，蠻音雜陳。凡演一出，必鬧鑼鼓良久，再為登場。…… 榴月朔，署中演劇，為郁林土班，不廣不昆，殊不耐聽。探其曲本，止有白兔、西廂、十五貫，餘俱不知是何故事也。”
乾隆年間，廣東一帶比較安定，商貿發達。佛山更是商幫薈萃，因此娛樂要求而更加興旺，吸引百多個外省戲班來廣東演出。這些外江班主要來自江西、湖南、安徽、姑蘇等地。他們於乾隆二十四年（1759年）合作在廣州創建“粵省外江梨園會館”。而本地班在他們的集中地－佛山大基尾河邊的瓊花水埠立了“伶人報賽之所”的戲班同業組織——瓊花會館，方便坐紅船的戲班集結及沿江落鄉演出。
另外粵西“下四府”（指高州、雷州、廉州、瓊州四府）的演戲活動都很頻繁，每年的關帝、天后、冼夫人等一類神誕，均有“演戲迎神”的習俗。當地的粵劇鄉土味道比較重，朴實剛烈，則重坐功、打功、絕技，以近距離對打為主，強調力量；風格保守，保留不少粵劇古老排場及傳統表演程式。這些傳統排場多取材自於古典文學作品。因此，慢慢形成南派粵劇的特色。北派粵劇的功架則參考京劇，動作注重美感，強調大開大合，以遠距離對打為主。南派對打向右方攻擊，被稱右把子；而北派對打向左方攻擊，被稱左把子。

##### 禁止演出
咸豐四年（1854年），粵劇藝人李文茂響應太平天國起義，在佛山經堂古寺率領梨園弟子，編成文虎、猛虎、飛虎三軍。清政府為了消滅三軍勢力，殘殺藝人，火燒瓊花會館，禁演粵劇15年之久。在禁演期間，本地藝人逃亡省外海外，有些粵劇藝人為了生活，加入徽漢等劇的外江班，掛京、漢、徽、湘等皮黃戲班招牌演出，因而促成梆子與二黃的合流。

##### 恢復演出
咸豐十一年，李文茂、陳開先後敗死，清政府禁令稍弛，本地班乘機再度興起。同治九年（1870年），高要縣紳士馮光緯等人曾經上稟請求准許演出夜戲，而知縣亦表示同意，可見禁令鬆弛的情況。
粵劇解禁後，本地班表演方式改變很多，聲腔已經吸收了二黃，並能以梆子、二黃為主，兼用大腔演出。當時表演角色分為武生、正生、小生、小武、總生、公腳、正旦、花旦、淨和丑十大行當。後來經鄺新華、獨腳英、林之等人努力，粵劇得以重生，並組成了粵劇仝人的新組織——八和會館。當時建築八和會館的費用都是透過全行在每年閏月休業的時期舉辦義演，扣除工資後所籌集而成。另外，凡是入會會員都需要付出白銀一兩作為“份金”。終於在清朝光緒十八年（1889年）八和會館在廣州黃沙舊地海旁街落成。八和會館共分八堂，作為粵劇藝人住宿之用：兆和堂、慶和堂、福和堂、新和堂、永和堂、德和堂、慎和堂、普和堂。不同的行當被安排居住不同的分堂。小生、正生及大花面具在兆和堂。二花面、六分住在慶和堂。花旦住在福和堂。丑角在新和堂。武生在永和堂。五軍虎及武打家在德和堂。接戲賣戲的在慎和堂。棚面的音樂人員在普和堂。由於，工作人員有很多，八和會館更設有方便所（醫療室）、養老院、一別所（安排身後事情）、小學、何益公司（戲箱行）。八和會館會員總多，管理制度不斷完善。後期實行行長制度，各行行長都是全體人員推舉出來。
雖然粵劇開始恢復演出，但是在劇目內容和表演藝術上，都發生了重大變化。反映現實生活的新劇目不斷湧現，如《梁天來告狀》、《王大儒供狀》、《蛋家妹賣馬蹄》等，並加插白话演唱。當時廣州先後建成河南、廣慶、海珠、樂善、南關等戲院，其後出現調製戲班演出的寶昌、宏順、怡順、太安等公司，全都活躍於廣州、香港、澳門等地。文獻記載“廣州班為全省人士所注目，其名優工價，至於二三千金，聲價甚高，然大概以擅演男女私情……為第一等腳色”。

##### 海外演出
在粵劇解禁的同期，大批華工被押騙往海外，隨著出國華工的大量出現，广府戲曲逐漸傳播海外。《美國華人史》記載粵劇為華人帶來了賴以生存的民間文化。當年從三藩市請來的青年男演員（當時無女演員）經常來往於巴特和瑪麗斯維爾等礦區，為當地華工演出傳統的舞蹈和折子戲。擁有123名演員的鴻福堂劇團在美國大劇院首次登場，上演粵劇，大獲成功，並在唐人街建立自己的劇場。直到19世紀末，美國已經有粵劇戲班定期演出，並且在紐約與三藩市經營粵劇戲院。1920年代中，一度沉寂的粵劇再度活躍起來，兩間由祝民安與樂千秋的粵劇戲班所帶領的戲院在曼哈頓下城區重新開張。當時祝民安主要活躍於加拿大西岸的維多利亞和溫哥華，而樂千秋則活躍於加拿大主要城市與美國波士頓。根據1922年6月波士頓的基督教科學箴言報的半版報導，當時樂千秋到美國紐約公演，演出陣容包括了名伶麥素蘭和林月卿。這兩個戲班在北美各地演出，包括了多倫多、波士頓、紐約、芝加哥、古巴哈瓦那、墨西哥的墨西哥城、墨西卡利、洛杉磯、三藩市、檀香山、西雅圖、溫哥華等等。

另一方面，移居到越南、新加坡、印尼、泰國、柬埔寨、馬來西亞、菲律賓等地的大量華僑仍然保持了固有的習慣。越南西貢有粵人劇團。新加坡的粤剧，也是由广府人來演出。十九世紀七十年代，印尼出版爪哇文譯本《薛仁貴》、《楊忠保》、《狄青》、《貴夫人》，後來更有馬來文譯本的《乾隆君遊江南》。

##### 志士班與文明戲
清朝末年，中國的知識分子激發戲曲改良的浪潮席捲全國。光緒24年，中國日報副刊之旬報特闢鼓吹錄一門，由楊肖歐、黃魯逸幾名記者撰作戲曲歌謠來諷刺時弊政治得失，引起廣州香港等地的報刊注重戲曲歌謠。光緒二十九年，一篇觀戲記猛烈批評當時的戲曲曲本迂腐，不能激發國民之精神。不久，反映時弊的作品陸續出現，譬如：《新廣東女兒傳奇》、《黃蕭養回頭》及梁啟超的《班定遠平西域》等等。這些新編的劇本之中，有些是由富有舞台經驗的藝人編撰。對粵劇影響深遠的應該是同盟會所組成的“志士班”。辛亥革命前後十年間，在港澳廣州等地曾出現了30多個這類的志士班，例如：採南歌班、優天社、振天聲社、仁聲劇社、民鏡社、國魂警鐘社等。為了反帝反封建的宣傳，更編演了《文天祥殉國》、《戒洋煙》、《虐婢報》、《秋瑾》、《溫生才刺孚奇》等戲。

### 民國初期
在辛亥革命前後，一些粵劇老倌包括金山炳、朱次伯等人開始對粵劇進行革新運動。原因是光緒三十年（1905年），廣州繼道光三十年（1850年）第一間戲曲戲園出現後，再次興建戲院，並稱之為“戲院”。戲院改變了粵劇及粵曲的演唱方式，令到原來需要滿足野台演唱，需克服風急聲弱的情況改變過來，令到以平喉演唱成為可能，而戲院由於令到觀眾的流動情減低，不像過往戲班坐紅船到不同地方演出，觀眾的消費習慣也隨之改變，紅伶需要爭取觀眾。是次，初出茅廬的朱次伯，因為原擔的小生小生聰，不願演出尾戲，由他替代，他便以平喉白話演唱一齣《寶玉哭靈》，大收旺台之效，令到演唱平喉白話成為風尚。
據廣州粵劇研究者陸豐先生的研究，粤曲唱腔的舞台語言是在1921至1927年產生轉變，又因為演唱平喉白，不但可以吸收廣府的說唱音樂如南音、木魚等，目今最早記載結合南音和梆黃曲（梆子和皮黄）的是1924年由陳小漢之父陳醒漢演唱的《芭蕉島》之憶美。也因為演唱平喉白話，粵曲的調門也變為降B調。
白駒榮主要的貢獻在於1917年和千里駒在國中興班，把十字句二黃改為“八字句二黃”，令到粵曲出現一種新的曲式，並成功把廣東白話引進粵劇及降調。，及後是金山炳首先局部將白話帶入粵劇，朱次伯與白駒榮努力將白話引進過程中也下了不小功夫。至於降調方面，戲棚做戲是要高調地大聲唱戲，而與白駒榮同期的小生太子卓還是唱子喉（假音），白駒榮已開始將聲調降低唱平喉（本嗓），唱腔自成一格。到了1920年左右，終於把戲棚官話全面改為白話，由子喉演唱改為用平喉演唱。梆子和二黄一律唱低八度，使梆子、皮黄在風格上統一起來。
及後薛覺先率先引入新的化妝技巧及西樂樂器。在同一時期，省港班的崛起，薛覺先與馬師曾的競爭進入白熱化成為薛馬爭雄的局面，促進了粵劇的改革和興盛。例如：薛覺先與小提琴家尹自重合作設計“薛腔”。來自上海的呂文成將北方二胡的絲弦改成鋼弦，創出了高胡，音色高亢明亮。名伶陳非儂邀請梁以忠擔任其戲班的音樂領導。當時更出現了如盧有容、梁金堂等著名編劇家，先後為馬師曾及薛覺先寫作了不少名劇，手法也著重與當時流行的電影與話劇非常接近。
其實據歷史資料記載，1925年廣州有40多班大型粵劇戲班，當中每一班的人數可以多達150多人。廣州出現“海珠”、“樂善”、“太平”、“寶華”、“民樂”、“河南”等十所大戲劇場。同期，開始產生“薛馬桂白廖”五大流派。當時大老倌的收入相當可觀，在每圓可購米兩擔的時候，他們的年俸可以高達18000圓。因此很多人認為演粵劇可以名成利就，令人趨之若鶩。據不完全的統計，這個時期活動於穗、港、澳的專業和藝人兼任的編劇家有100多人，新編劇目高達四五千個。可說是粵劇的黃金時代。

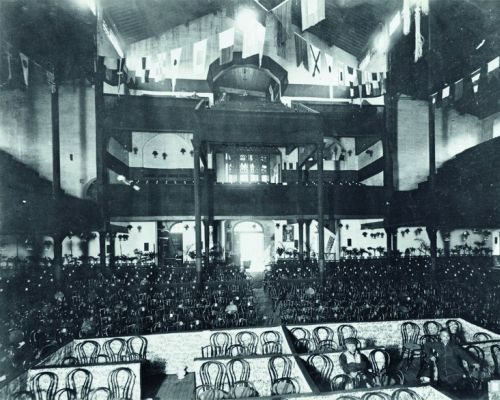
香港太平戲院

1933年10月25日之前，香港華人社會保存男女之防的傳統保守風氣，粵劇長期不能男女同台演出。這年中，高陛戲院、利舞台戲院、普慶戲院聯署呈稟港府，要求容許粵劇可男女同台演出。港府華人政務司諮詢華人社會領袖後，於1933年10月25日批准他們的聯稟，男女自此可同台演出。薛覺先的覺先聲劇團是解禁後首個有女伶演出的劇團。翌日，即10月26日晚上在香港上環的高陞戲園演出《白金龍》，唐雪卿成為解禁後首位與男伶同臺演出的女伶。同年11月15日，馬師曾領導的太平劇團聘請譚蘭卿、上海妹及麥顰卿三位女伶為花旦，改名為太平男女劇團在太平戲院演出。到1934年，香港的粵劇男女班陸續湧現，據1936年10月17日香港《華字日報》報導，廣東省社會局在1936年10月16日議決，批准男女演員可同臺演出。雖然辛亥革命後，廣州曾出現男女同班的“共和樂班”，但演出僅十個月就被禁止。粵港男女班不斷增加成主流，男花旦漸遭淘汰，是粵劇歷史大轉變之一。

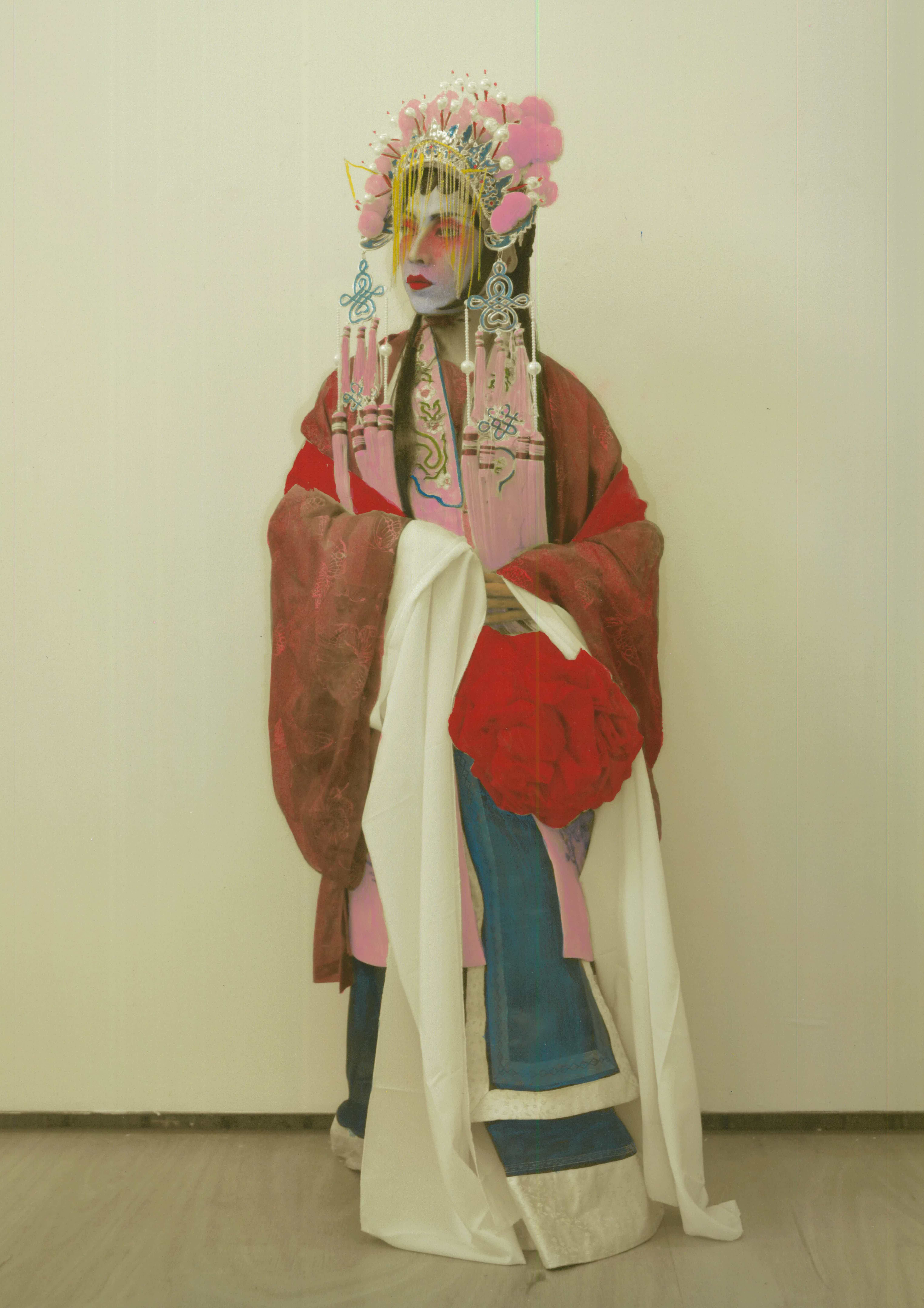
1920年代男旦

戰前粵劇在香港的演出主要集中在利舞台、高陞戲院、太平戲院及普慶戲院等。差不多一個星期七日都有不同的劇目上演。當時粵劇不但流行於廣東、廣西、香港、澳門等地，由於很多中國人移民海外，以致美洲以及新加坡、馬來西亞的廣府華僑聚居地區都有粵劇演出。東南亞一帶更有些世代相傳的粵劇藝人、固定的劇團、行會和演出場地。例如新加坡的“慶維新”及吉隆坡的“普長春”。除此之外，海外華僑對粵劇需求吸引了很多粵劇戲班到海外演出。可是，大型戲班的人數往往超過一百人，支出龐大，導致精簡人手，開始出現大約50-70人所組成的小型粵劇劇團。這也促使了戲班“六柱制”的形成。

### 1949年後
到了二十世紀五十年代，中華人民共和國剛剛成立不久，積極挖掘優秀劇碼、繼承粵劇傳統，在藝術上也全面革新，而且培養了一批新藝人。1957年，廣東五邑粵劇團正式成立。1958年，廣東粵劇院正式成立。1960年和1962年先後創立廣東粵劇學校和廣東粵劇學校湛江分校。在粵劇歷史上，是第一次有了培養接班人的綜合性專業學校。1957年反右運動爆發,廣東的粵劇受到嚴重的政治干預，戲劇內容要宣傳社會主義革命思想。
同時期，香港的電影開始蓬勃，粵劇吸引力相對下降。但後來創作的粵劇電影重新把粵劇帶入電影院，使粵劇重獲昔日光輝。當時著名的粵劇電影有《蟹美人》、《龍王三宮主》、《黃飛虎反五關》、《萬里琵琶關外月》、《四郎探母》、《寶蓮燈》、《雙仙拜月亭》、《紅娘》、《夜光杯》、《千面美人魚》、《香羅塚》等等。
戰後香港的粵劇持續發展，薛覺先、馬師曾、紅線女、羅品超、陳笑風等先後離開香港，在香港的紅伶如白玉堂、陳錦棠、芳艷芬、任劍輝、梁醒波、譚蘭卿、靚次伯、歐陽儉、廖俠懷、半日安、余麗珍、新馬師曾、陳艷儂、秦小梨、羅家權、羅麗娟、何非凡、麥炳榮、白雪仙、鳳凰女、蘇少棠、羅艷卿、石燕子、黃千歲、鄧碧雲等，大受觀眾歡迎，中生代紅伶如吳君麗、羽佳、林家聲、祁筱英、陳好逑、尤聲普、南紅、李寶瑩等，到較年青一代如任白栽培成才的雛鳳鳴劇團、陳劍聲、梁漢威、羅家英、林錦堂、文千歲、吳美英、李龍、吳仟峰、尹飛燕、南鳳、阮兆輝、任冰兒、譚倩紅、鄧碧雲徒弟陳嘉鳴、鳳凰女徒弟高麗、香港八和會館培訓的衛駿輝、廖國森、蓋鳴暉、鄧美玲、由電視轉向粵劇發展的汪明荃等，皆承先啟後，薪火相傳，令傳統粵劇精華得以保存。錦添花、非凡響、新艷陽、仙鳳鳴、麗聲、大龍鳳，慶新聲、頌新聲、慶紅佳、雛鳳鳴、艷陽天（馬來西亞）等，都是深受戲迷支持的粵劇團。香港著名的粵劇劇目有《牡丹亭驚夢》、《香羅塚》、《雙仙拜月亭》、《百花亭贈劍》、《白兔會》、《帝女花》、《紫釵記》、《鳳閣恩仇未了情》、《無情寶劍有情天》、《李後主》等等。
文化大革命期間，大陸的粵劇備受摧殘，很多曲譜、戲服、道具及圖書資料幾乎付之一炬，被審查、批鬥、抄家、送往勞動改造的藝人多不勝數，很多藝人紛紛逃亡到香港及澳門，而全個中華人民共和國只有樣板戲才可以演出，所有粵劇演出活動停止，劇團解體。1976年後，粵劇才能夠重生，伴奏在民樂基礎上吸收了西洋樂器，尤其是爵士樂器，包括電吉他及薩克斯。劇本方面更有些是改編自話劇或電影的優秀作品。例如：《關漢卿》、《牡丹亭》等。
新加坡在五十年代初,因韓戰的關係而樹膠價格猛漲，導致收入增加，娛樂事業也一片蓬勃，當地的粵劇亦因此受惠不少。這段期間，相繼到新加坡登臺的粵劇伶人有陳笑風、梁瑞冰、羅劍郎、新海泉、馮峰、陳惠瑜、許英秀等。1952年，薛覺先再組覺先旅行劇團二度來新加坡。五十年代末期，有很多香港粵劇藝人到新加坡演出。例如蘇少棠、葉昆侖、關德興、石燕子、秦小梨、余麗珍等。由於名氣關係，門票價格驟增幾倍。到了六十年代，新加坡各種新興娛樂事業如雨後春筍出現，電影和電視很快成了主流。生活節奏變得急促，觀眾開始不願看冗長的地方戲曲。1968年，新加坡的本地職業粵劇班已不能生存，許多職業粵劇團亦告解散。

### 当代
隨著中國內地實行改革開放政策，不少在文革期間遭到打壓的文化事業亦開始重生，其中包括粵劇。二十多年間，不少粵劇團紛紛在內地湧現，遍佈廣州、佛山、江門等地。同時間各地方省市的文化局亦相當重視粵劇，利用當地文化資源和歷史題材，打造出很多的粵劇新品牌。例如佛山青年粵劇團以黃飛鴻英雄大俠形象，推出黃飛鴻系列粵劇《禁煙記》、《奇情記》等劇目，其中《奇情記》還取得廣東省藝術節8項大獎。而該粵劇團在國內演出常達100場以上，並經常遠赴新加坡、美國、加拿大、香港、澳門等地演出。
而在其他華人社會如香港，由於經濟發展，大量新興娛樂事業湧現，粵劇的觀眾群亦因而日趨老化。大部份新一代香港青年人都視看粵劇是一種老套的行為，對粵劇加以排斥。加上粵劇界亦面對欠缺新血的問題，遂不斷推出措施解決問題。
1995年底，香港粵劇發展有限公司－「粵劇之家」與香港教育署合辦「中國戲曲推廣計劃」，利用講座及巡迴演出等活動來培養教師與中、小學生對中國戲曲的興趣。如香港八和會館與香港中文大學校外進修學院在1996年合辦粵劇培訓證書課程，1998年改為與香港演藝學院合辦夜間粵劇培訓證書課程。但由於學生人數不多，加上合作上出現問題，香港演藝學院主動解除和八和會館的合作關係，八和粵劇學院只有十二名學生及兩名導師繼續留下。雖然如此，香港各間大學仍然設有粵劇學術研究中心。例如：成立於2000年3月1日的香港中文大學戲曲資料中心及成立於1998年的香港城市大學中國文化中心。香港大學音樂系也有有關粵劇的課程。2002年粤港澳三地的文化機構，首次舉行合作會議，商討日後的合作機制，當中包括粵劇藝術的推廣與人材培訓。
2005年8月，粵劇表演場地新光戲院由股權易手，新業主突然宣佈不再出租予粵劇劇團，曾任香港八和會館主席的汪明荃代表粵劇界與新光戲院的業主商討續租，希望業主為了香港粵劇界的前途而准許新光戲院以現時的租金續租三年。會後，雙方召開記者招待會。汪明荃在記者會上直指香港政府的各個局長口裡說支持本地藝術發展，但對這件事件一直不予理會，是只說不做，並炮轟政府只提供位置為偏僻的高山劇場作為粵劇表演場地，最後要身為民政局長的何志平承諾增撥資源大搞。2005年，時任民政事務局局長何志平醫生推動成立「粵劇發展基金」，希望粵劇有更全面的發展。2007年，港大人文基金所資助的「粵劇小豆苗：融合中國語文科新高中課程計劃」希望促使粵劇成為新高中課程選修單元－「戲劇工作坊」的成員。
雖然各地的粵劇發展不一，但面對外來的競爭，粵劇或者戲劇藝人都嘗試革新粵劇。譬如在唱說語言方面作大膽嘗試。1947年，香港華仁書院的華仁戲劇社主席黃展華，開始創作「英語粵劇」，把很多傳統粵劇改用英語來表演，譬如《佳偶兵戎》、《姻緣三訂》、《鴉雀如何作鳳凰》及《王昭君》。在新加坡方面，敦煌劇坊主席黄仕英也投入英語粵劇的事業，除了排練英語粵劇全劇《清宮遺恨》，還創作馬來語粵劇《拾玉鐲》，希望能夠向海外推廣中國戲曲文化。有些則在題材方面著手。2001年，羅家英、秦中英、溫誌鵬等人把莎士比亞名劇《馬克白》改編為粵劇《英雄叛國》。2010年1月，羅家英又改編了香港話劇團的歷史話劇《德齡與慈禧》為粵劇，繼續由名演員汪明荃擔演慈禧一角。
中國內地除了把莎士比亞名劇《威尼斯商人》改編為粵劇《豪門千金》，還作其他方面的嘗試。2004年8月，中國首部粵劇動畫電影《刁蠻公主戇駙馬》獲得中國電影華表獎優秀美術片獎。2008年，首部動漫真人秀新編粵劇《蝴蝶公主》在大學城開演，把動漫元素融入了粵劇中。可見，中國內地的表演人士都為粵劇在各方面作出很多創新的嘗試。
2015年，香港慈善機構龍耳舉辦聾人粵劇團，讓有興趣的聾人一圓夢想。由於聽不到樂師的伴奏，他們需要跟從手語老師的提示，配合粵劇老師的演唱，以手語代口演出。這次聾人粵劇團的演出，除會燒製光碟送贈聾人長者外，亦會於「看得見的音樂會」及龍耳行慈善活動表演，推廣聾健共融的訊息。
而截至2018年，香港有不同的學院提供課程教授相關知識，如八和粵劇學院獨立開設的「粵劇培訓證書課程」、「粵劇新秀演出系列」、香港中文大學開設的《崑曲之美》課程等等，令愈來愈多新秀通過戲曲課程或工作坊開始學戲。目前，香港演藝學院亦有開設戲曲本科課程，為香港唯一的戲曲學士課程。

## 行當

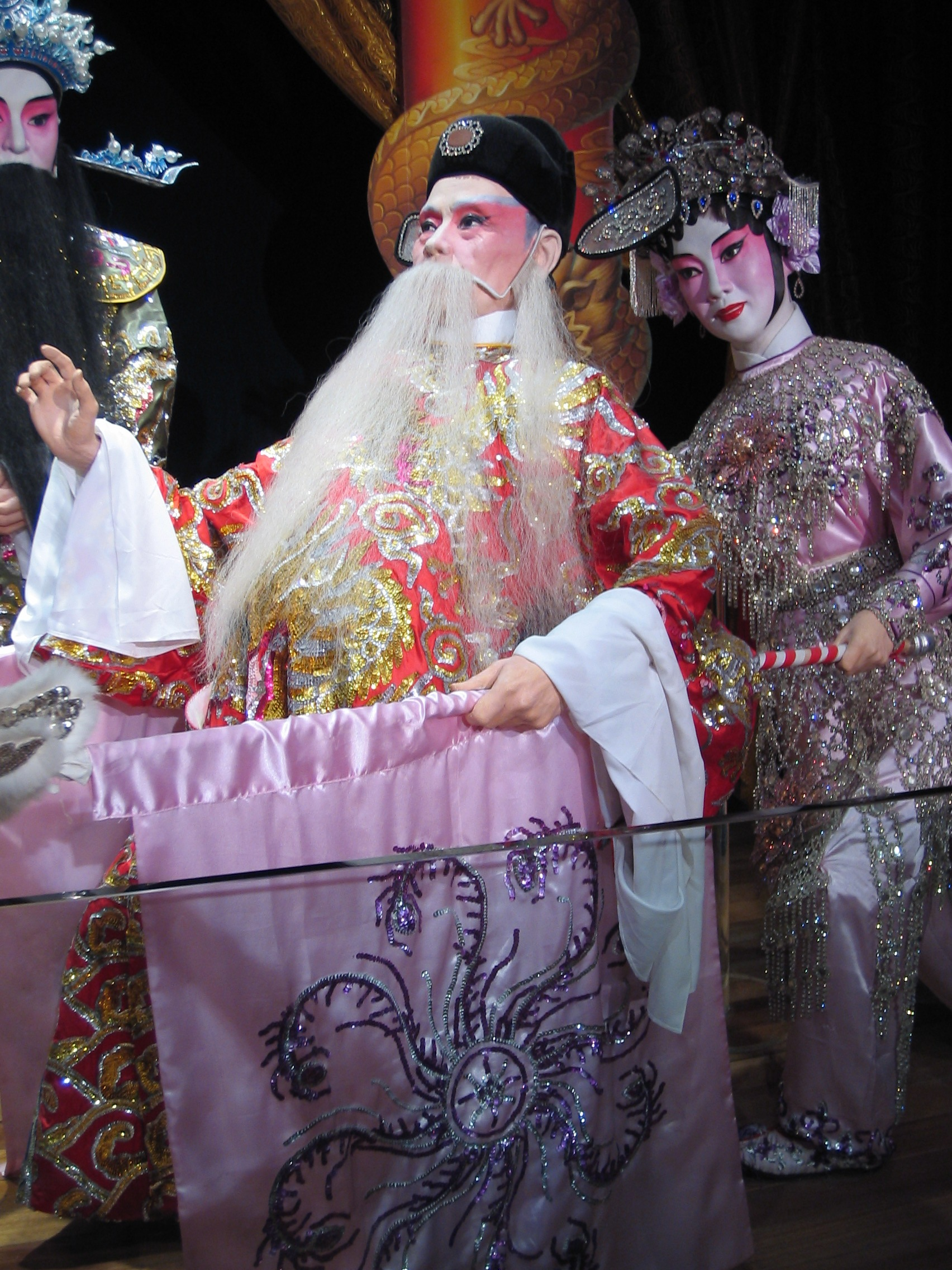
鬚生坐車

戲劇內的角色，在粵劇及中國戲曲中被稱為行當。粵劇的行當原為「末」、「生」、「旦」、「淨」、「丑」、「外」、「小」、「夫」、「貼」、「雜」的十大行當。後來被精簡為六柱制，即「文武生」、「小生」、「正印花旦」、「二幫花旦」、「生」、「武生」。
這都是根據角色的年紀、性別、性格、外型等特徵來分類的。“末”代表年老角色。“生”代表男性角色。“旦”代表女性角色。“淨”就是性格剛強暴躁的男性角色。“丑”就是滑稽角色。

### 化妝

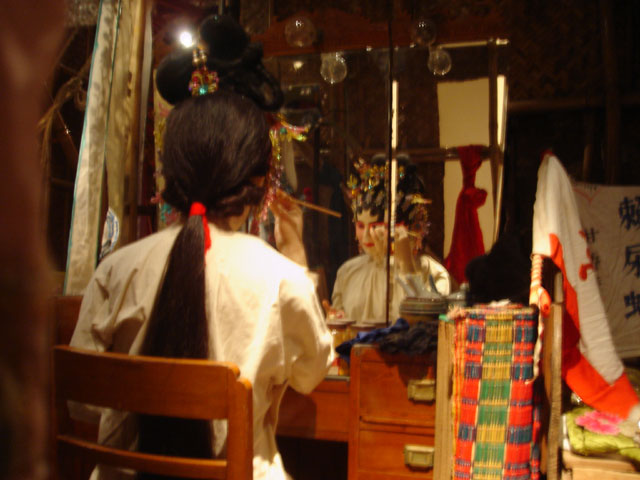
香港历史博物馆内粤剧后团化妆的场景

早期流行濃脂厚粉，但是所用化粧品比較簡單。小生不抹胭脂，最多是劃黑少許眼眉毛，花旦只是塗上粉末。根據行內習慣，所有老倌都是自行照著鏡子化妝。一般舊式化妝是先拉起臉部皮膚（行內稱「吊眉」），用布條紮著頭髮（行內稱「勒頭」），用白色顏料畫了個底稿，確定線條對稱公正，然後才正式填上其他鮮豔顏色。一般都會從鼻樑兩則到顴部塗上紅色胭脂，色調從濃到淡。對於淨角（例如：張郃）的化妝，行內稱呼為“開面”。先用白色顏料描畫底稿，在眼睛及口部附近塗上黑色，把眉毛畫得長長並向上翹來表現威嚴。然後在其他地方塗上紅色胭脂，就完成整個“開面”過程。當然不同行當就有其獨特的化妝方式。丑角常有一個大白點在臉的中央。其實化妝顏色以紅、黑、白、藍、黃為主。紅色代表血性忠勇，黑色代表剛耿忠直，白色代表奸惡陰險，藍色代表狂妄兇猛，黃色代表驃悍幹鍊。
到了二十年代，薛覺先把京劇、話劇及電影化妝法和傳統化妝法結合。化妝轉趨輕描淡掃，樸實自然。最常見的化妝就是“紅白臉”，先把整個臉塗上白色粉底，然後圍繞著眼睛及顴骨塗抹紅色胭脂。有時候畫了長長的眉毛，並使用鮮紅色的口紅。這都是顧及台下的觀眾能夠清楚欣賞演員的表情。

### 面谱
粤剧面谱有如下分类：
- 黑白面，表现忠耿，正直，侠义的形象。
- 二腿面，一般表现奸邪者，也有表现正面人物。
- 三块瓦，红、黑、白三色，绘画自由不受约束，忠奸人物不分。
- 五色面，红、黄、黑、白、绿，个别还有金、蓝或其他颜色。
- 红面（无分类）。

老戏骨总结面谱特色：
- 不戴头巾；
- 顔色涂至頸部；
- 黑白色之间强调“洗笔”（灰色過渡）[64]；
- 用燈心草畫胡鬍；
- 不用“耳毛子”；
- 五色面多配五色鬚。

### 戲服

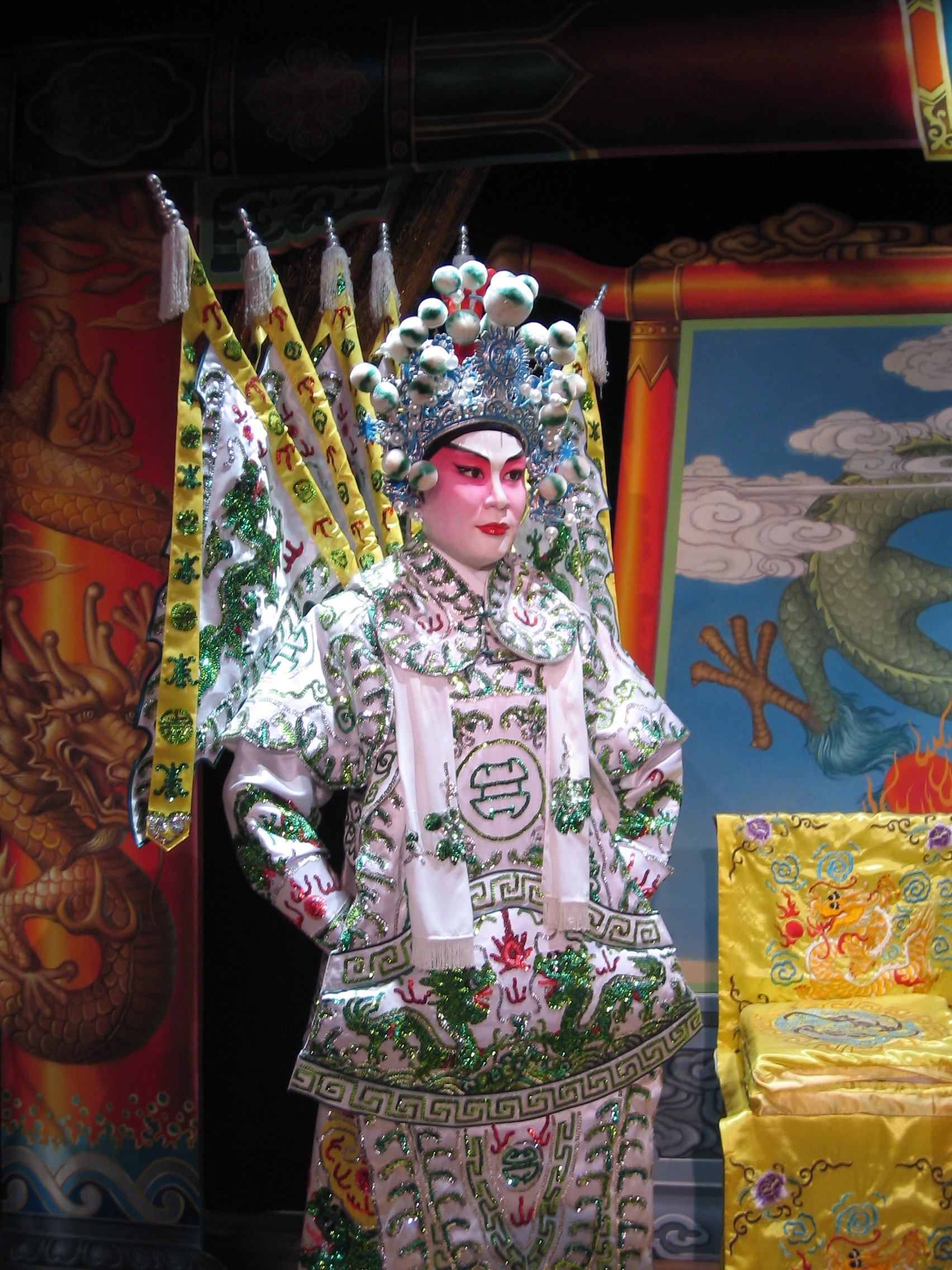
一般元帥的造型，他穿上的戲服稱為靠。

粵劇早期服飾主要是模仿明朝衣冠式樣，並加以改良為戲服。清朝時期，京劇越來越受歡迎，交流逐漸增多，服裝制度亦漸受京劇影響，而且當時新劇目加入朝廷官員角色，部分戲服也有清朝官服的式樣。傳統京劇服裝可分為：蟒、靠、褶、帔、衣。而然傳統粵劇服裝可分為：
1. 「蟒」：取材自朝廷的官禮服，是劇中王侯將相、后妃大臣於朝會大典穿著。[註 1]
2. 「靠」：又稱「甲」和俗稱「大扣」，即將士用的鎧甲，是劇中武將的戰袍。
3. 「褶子」：又稱「海青」，是劇中廣泛使用的便服。
4. 「開氅」：又稱「海長」，是劇中武將權臣在非禮儀場合穿著的便服。
5. 「官衣」：又稱「圓領」或「補子」，是劇中文武百官辦理公事時穿著的官服。
6. 「帔」：又稱「帔風」，是劇中王侯將相、后妃大臣家居穿著的便服。
7. 「衣」：凡不入以上六類的各色人等穿著的服裝。

材料方面以布質為主，後期增加了亮片或者銅托小鏡點綴戲服。在50-60年代初珠片戲服大行其道。根據《廣東戲劇史略》對服裝的描述：“粵尚顧繡，大率金錢為貴，於是金碧輝煌，勝於京滬所制。自歐美膠片輸入，光耀如鏡，照眼生花。梨園名角，競相採用，奇裝異服，侈言摩登，鬥麗爭妍，漸流詭雜”。可見其瘋魔程度如何如何。到了60年代末，繡花戲服開始受到歡迎，直到今日仍是戲行中的主流。
不同行當需要不同的戲服。例如：小生通常飾演文質彬彬的角色，有時候甩袖，所以長袖稱呼為文袖。小武需要打鬥，短袖才方便演員動作，所以短袖亦稱呼為武袖。因此文武生（小武加小生）的戲服會出現文武袖。

### 頭飾

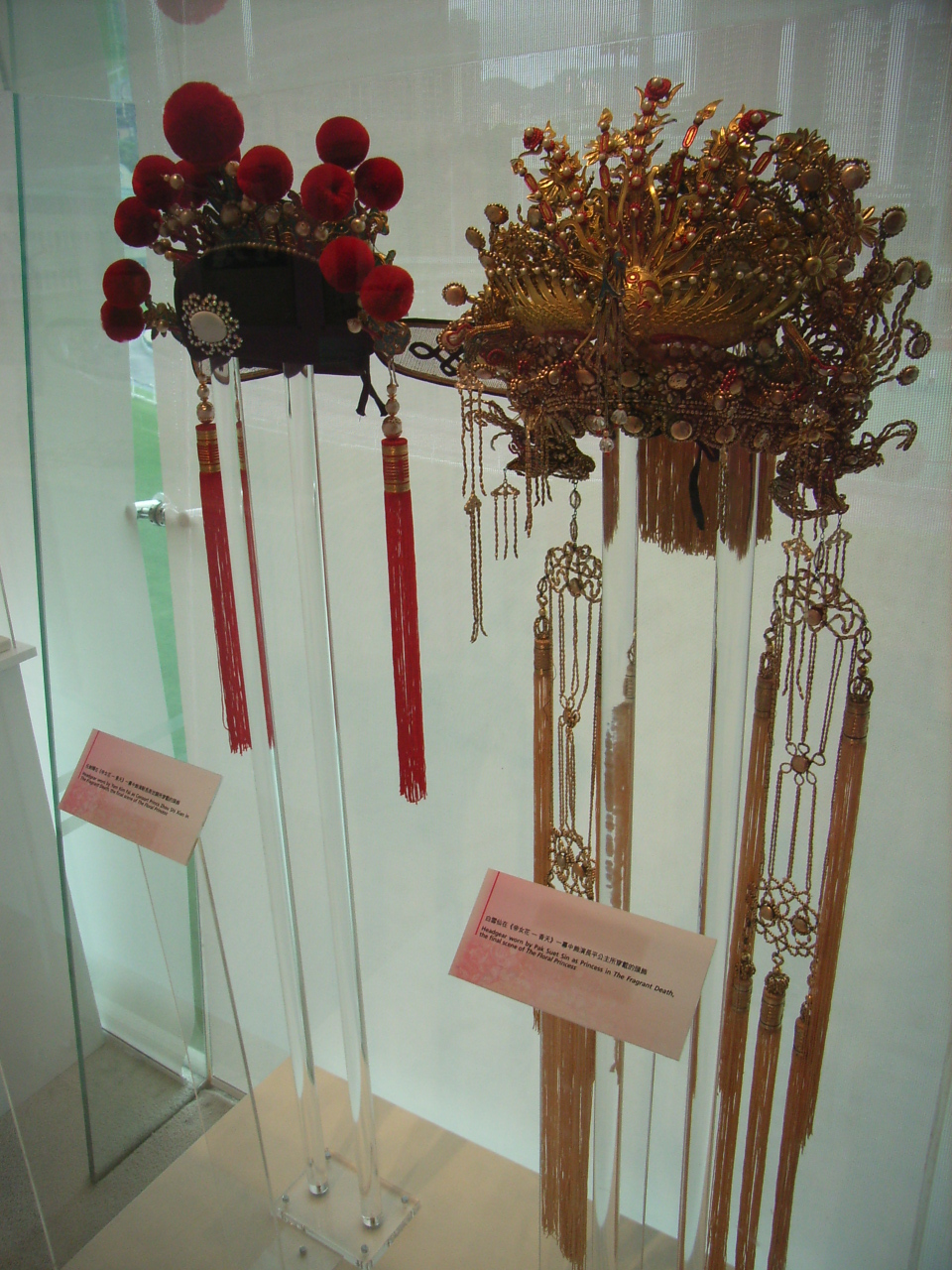
這是粤劇名伶任劍輝與白雪仙在《帝女花之香夭》中所用的頭飾

粵劇髮飾之特色主要是片子（女角用）、水紗（男角用）、頭套、假髻、飾物，女角有系統地上片子、戴頭套及插頭飾飾物。不同種類頭套、髮髻、髮辮、髮包也有自己的特色、用法、製作方式、配戴及保養用具。
基本所有旦角都需要頭飾，整套頭飾稱為頭面，其中片子石是花旦必用的。頭飾種類繁多，如大頭、前妝、簪、釵、梅花石、耳邊花、鳳冠（有五鳳冠和金鳳冠等，一般是穿蟒袍或霞帔時用）、正鳳、七星額（花旦穿大靠時必須使用七星額）、文武髻、牛角帶（穿十三妹裝或小打扮時用）、漁家絡（六國大封相的推車女專用）等，用料也各有不同。不同身份的女角固然使用不同的頭飾，有時同一身份的女角，因應不同場合，也會使用不同的頭飾。上片子需要特殊的用具、基本手法及技巧，並利用片子改善面型及令片子牢固面部的技巧。
男角的頭飾有太子盔（或稱紫金冠或束髮冠）、東坡巾、代表富家書生的蝠魚巾（福儒巾）、代表窮書生的日字巾、紥巾、蓮子帽、帥盔、荷葉盔、紗帽、駙馬盔、平天冠、耳邊花、耳邊球、結子、網巾、水髮、散髮、丫髻（書僮或僮子用）等等。
2018年，在行內製作粵劇盔頭首屈一指的粵曲戲服大師陳國源接受訪問時表示，涉獵的帽飾種類越來越廣，手藝亦達到登堂入室之境，於是便大膽加入自己的創意，研製一套獨特的製作方式，成功設計出「可加可減」的款式配搭。演員可按照不同的戲曲場合而選擇拆開或合拼使用，同一組頭飾可以應付四、五個造型，既省錢又方便儲存。

## 表演工藝
粵劇演員的表演工藝分為四大基本類別－「唱做念打」。
- 「唱」是指唱功，配合不同的角色有各自不同演唱的方式，包括平喉及子喉。平喉是平常說話的聲調，一般男性角色小生就是採用平喉演出。子喉是比平喉調子高了八度，常常以假音來扮演女性角色。除了以音階來分類，也會以聲音特色來分類。大喉是使用粗獷聲音。同時，粵劇也會吸收不同的地方的獨特唱腔，例如來自福建的廣東南音、木魚、廣東的本地民謠粵謳及板眼。
- 「做」是指做功，又稱身段，即身體表演。當中包括手勢、臺步、走位、關目、做手、身段、水袖、翎子功、鬚功、水髮、抽象表演和傳統功架。
- 「念」是指念白，即念出台詞。用說話交代情節、人物的思想感情。
- 「打」是指武打，例如：舞水袖、水髮、玩扇子、武刀弄槍、耍棍揮棒，舞動旗幟等等。

### 唱腔
清朝初期，外江班將弋陽腔及崑山腔傳入廣東。到了太平天國時期，本地班逐漸出現，但唱腔仍以梆子為主。後來隨著崑曲衰落及受徽班影響，轉為以西皮二黃為基礎唱調。辛亥革命時期，志士班將戲棚官話改為粵白話，又稱為新腔。至今粵劇仍有「中州音」唸白，即古腔官話。粵語中有一句俗語「可惱也」（粵拼：ko1 naau1 je1，俗寫call nao ye等），即是來自戲棚官話的發音。
抗戰時起，不斷有著名老倌冒起，各自鑽研粵劇並發展自己的唱腔。例如：薛覺先的「薛腔」，瀟灑典雅，韻味醇濃。馬師曾的「馬腔」，半唱半白，生鬼通俗。小明星的「星腔」，感情細膩，低迴宛轉，蕩氣迴腸。羅家寶的「蝦腔」則真假嗓結合，清新悅耳，還有以甜、脆、圓、潤、嬌為特色紅線女的“紅腔”、新馬師曾－清越綿長的「新馬腔」、何非凡的「凡腔」、芳艷芬的「芳腔」、陳笑風的「風腔」等等。

### 身段
演員透過象徵性的姿態及動作，演繹出劇中人物的性格和感情、時空的改變及劇情的發展。这些姿态与动作即为身段。
基本身段包括：站相、台步、七星步、指掌、雲掌、亮相、跑圓台、開門、拉山（雲手）、上馬及背供。小生的台步是丁字步，要表現氣宇軒昂。花旦的台步是撇步，要表現輕盈。為了作猶豫不決、考慮如何應對等心理狀態或搜索物件、覓路等情節時，演員便會運用“水波浪”程式來表達。
不同行當有自己獨特的基本功，例如武行的跳大架（南派）、馬蕩子、起霸（北派）和各種拳劍刀槍等。跳大架是由一連串的身段動作組成，包括演員上場、拉山（雲手）、掛單腳、亮相、七星步、撮步（錯步）、俏步、雲步、小跳、踢腿、踢甲（踢袍甲）、車身、洗面、順風旗、走圓台等一連串的動作。
其中鬚功是武生行當的一項專科，早期的鬚功表演樣式繁多，有用手指拋、彈、撥、攪、拈、掙、捧、揉、吹、震等十種手法，來表達悠閒、高興、深思、意外、驚訝、震怒等表情。

#### 表演方式

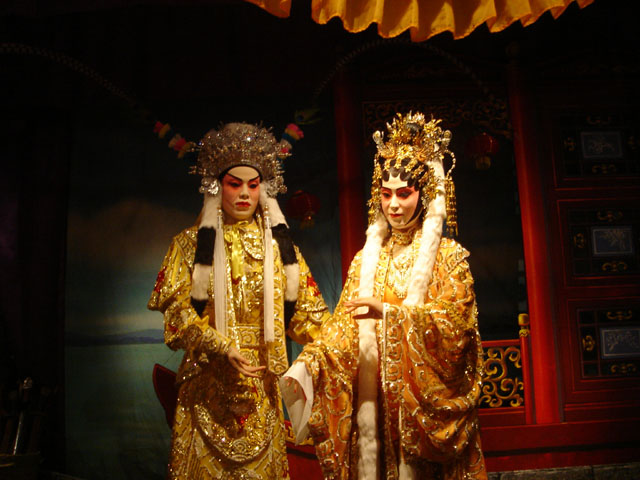
香港历史博物馆中的粤剧演员演出场景

“自報家門”：戲曲中主要人物出場時的自我介紹。它由“打引”、“定場詩”、“坐場白”組成。

“打引”：是劇中主角第一次上場時，半念半唱一些韻文結構的詞句，這叫“打引”。它簡單地自敘心情、處境、身份、經歷、性格，抒發志趣、抱負、情緒。

“定場詩”：當角色念完“打引”以後要念的四句詩，為定場詩。內容大半是介紹劇中的特定情景和人物的思想感情。

《帝女花·香夭》的詩白選段：
「倚殿陰森奇樹雙。明珠萬顆映花黃。
如此斷腸花燭夜。不需侍女伴身旁。」

“坐場白”：主要角色念完“打引”、“定場白”以後所念的一段獨白。內容是介紹人物的姓名、籍貫、身世、經歷、心理等。

“跑龍套”：“龍套”是指戲曲中扮演士兵、伕役、宮女等隨從人員，因穿特殊形式的龍套衣而得名。“跑龍套”就是扮演這些角色的意思。

### 說白
說白可以分為獨白及對白，意思是演員把台詞唸出來，當中又可以分為押韻及不押韻。押韻的包括詩白、口古、白欖及韻白。不押韻的有口白、鑼鼓白、引子白及浪裡白。引子白，又稱打引，是演員出場時候所說的話，說完便拉腔演唱。譬如《三娘教子》中，三娘出場念「打引」：「秀水不留空賺地，浮雲無雨枉遮天」。

### 武打
粵劇中的武打場面被稱呼為武場。由於武術家雲集在嶺南一帶，流派眾多，有洪拳、儒拳、蔡拳、岳家教等，其中以詠春拳、蔡李佛拳、洪拳比較著名，所以在武場中使用的傳統嶺南武功注重坐功、打功、拳術、器械對打、高臺功夫、絕技，以近距離對打為主，強調力量。自從薛覺先從京劇引入北派功夫，強調大開大合，以遠距離對打為主，加強了舞臺上的觀賞美感。
訓練方式有分毯子功與把子功。前者是翻騰及腰腿功，後者是兵器。

## 音樂
粵曲的唱腔音樂主要分「板腔」、「曲牌」和「唱腔（歌謠）」三種。
廣東本地的戲曲音樂，應以說唱類的南音、木魚、龍舟、板眼、粵謳等為主，因為這是根據粵語的語言特色組成，在語分平仄、句分上下的基礎上，廣東說唱類的唱腔，曲詞句格必須分為兩組上下句式，因為粵語分陰陽平，這和北方語系的陰陽平不同，語音上有很大的差異。
粵曲唱腔音樂的基本特色是板腔類，即梆子和二黃，俗稱「梆黃」，也即是和京劇的「皮黃」同類，所以粵劇也屬於南北路的戲曲，即有南路「二黃」唱腔和北路「梆子」唱腔。粵曲的板腔原是由外省傳入，是由詩讚類的齊言滾唱方式發展出來，後來節以鼓板，由不同板式引發唱腔的變化，故稱「板式變化體」。板腔體、詩讚體戲曲唱腔和曲牌體戲曲唱腔最根本的不同在於，板腔體和詩讚體戲曲唱腔沒有固定的樂調旋律，旋律由曲詞的語音決定，所以即使同是「慢板」或「中板」，可以因為曲詞不同，有不同的音樂旋律。
曲牌體戲曲唱腔卻是先有樂調旋律，再填曲詞，其中骨幹音更不可修改，所以無論千百首同曲牌的曲，即使曲詞不同，但其分佈之聲調必然相同，否則不同填一首小曲。粵曲的曲牌體可以分成多類，其中主要有崑弋曲牌，即傳統戲曲曲牌，如「俺六國」（即「後庭花」）、「僥僥令」、「園林好」等。
粵曲也有由民歌的戲曲變調，如出自崑腔劇目《思凡》的「朦朧」、「山坡羊」，本是民歌，但崑腔化後再傳入粵曲之中。有古譜曲，如《粧台秋思》；不過，古譜中也有較為特殊的，如明代產生的《貴妃醉酒》，本為《西宮詞》，在粵劇的起源時期已傳入粵曲之中，不像《粧台秋思》是二十世紀中才吸收入來。
最特別的是一種民歌小調，如《寄生草》、《打掃街》（即《打棗杆》）、《剪剪花》（即《剪靛花》），這些曲本來是民間的齊言民歌，一如板腔，沒有固定的旋律，由曲詞的語音發展出不同的旋律，其中由過序音限制其廻旋往覆的方式，一如板腔的「士字序」、「工字序」等。可是，當不同地區的人忘佚了原來的唱法，這些曲子的旋律便被某一個旋律固定下來，成了小曲，這也是粵曲音樂中一個重的組成部分。其實，這類民歌現今中國尚有很多，如陝甘的《信天遊》，北方的《艷陽天》等。

### 樂器

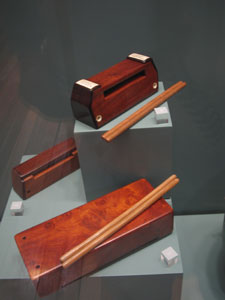
沙的

早期粵劇所使用的樂器只有二弦、提琴、月琴、三弦和鼓竹鑼鈸（合稱「五架頭」－根據粵樂名宿李銳祖憶述，五架頭並不包括簫笛喉管。），聲調比較簡單。清朝粵劇解禁後，加入梆子。進入成熟期以後，粵劇所使用的樂器多達四十幾種，大致可分為四大類：吹管樂器、彈撥樂器、拉弦樂器及敲擊樂器。其中彈撥樂器包括古箏、琵琶和蝴蝶琴；鑼鼓則包括：卜魚／板、沙的、雙皮鼓／梆鼓、鈸、京鑼、勾鑼、戰鼓、大木魚、小木魚、大鑼及鈸、大堂鼓。粵劇改革後，更接納了薩克斯管、小提琴等多種西洋樂器，使音樂效果更臻完善。
梆子屬於沒有固定音高的竹木類打擊樂器。北方稱「梆子」，南方稱「南梆子」，亦稱「方梆子」。北方戲曲所用的梆子是實心，簡稱「梆子」，當中是由兩根堅硬的木棒組成，演奏時雙手各執一棒互相敲擊而發出聲音。音色響亮清脆，常用於打節拍，使用的技巧簡單。南方梆子卻有大、中、小之分，由長方形的中空木塊所製成，演奏時懸掛在支架上，用鼓籤擊奏。由於可以連續快速擊出聲音，容易營造熱烈緊張的氣氛。因為梆子用於擊出節拍，所以產生了“梆子腔”。梆子腔又稱秦腔或西秦腔，發源於陝西、山西及甘肅一帶，音調粗獷激越。清朝初期，才慢慢流傳至廣東。梆子腔有分首板、慢板、中板、滾花和煞板等板式。
木魚也屬於沒有固定音高的竹木類打擊樂器。外狀像魚頭，中間挖空成了共鳴箱，正面開一條長形魚口，手持小木槌以敲擊發聲。木魚最初是佛教的法器，亦是宗教音樂的伴奏樂器，後來漸為民間器樂所採用。木魚音色空洞，發音短促，輕快活潑，常扮演伴奏的角色，在“數白欖”時作敲擊節拍之用。

### 樂隊

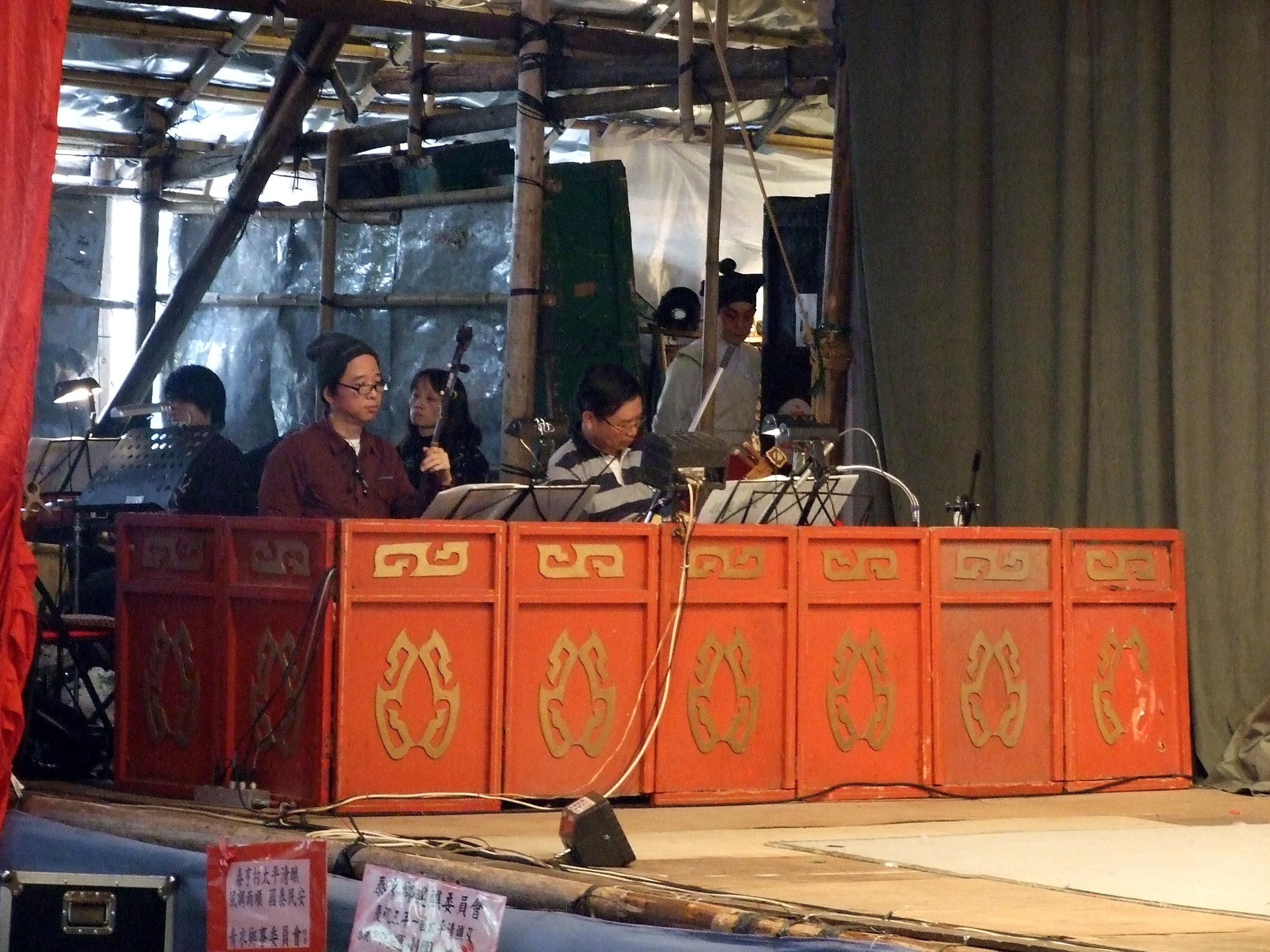
樂師在棚面負責鑼鼓

行內稱樂隊或樂師為棚面，吹管、彈撥、拉弦的樂器統稱為文場，文場的領奏者稱為頭架，頭架通常演奏各種拉弦樂器（包括高胡、二胡、小提琴、二弦、椰胡等）。鑼鼓又稱為武場，領奏者稱為掌板（擊樂領導），通常坐於戲台的左則，但在一些現代劇院裏，也有可能坐在樂池。棚面要熟悉鑼鼓點才可以為觀眾營造的氣氛。
早期的棚面共分十手：上手負責橫簫（笛子）、嗩吶、月琴；二手負責三弦、橫簫、嗩吶、打錚、吹螺；三手負責大鈸（日場）、二弦（夜場）；四手負責掌板（日場）、打鼓（夜場）；五手（後稱打鑼）負責打鑼（日場）、掌板（夜場）；六手（後稱大鼓）負責大鼓、副二弦（日場）；七手（後稱大鑼）負責發報鼓、大鑼（日場）；八手負責提琴（日場）、小鑼、大鈸（夜場）；九手負責橫簫(笛子)、大鑼；十手負責小鑼（日場）及作為後備。
後來，吸收了其他地方劇種，加入了短喉管、長喉管、京胡及揚琴。薛覺先率先引入西樂樂器，更開創了“西樂部”，當中樂器包括了梵啞鈴（即小提琴）、木琴、文德連、結他、色士風及班祖。

### 譜曲詞

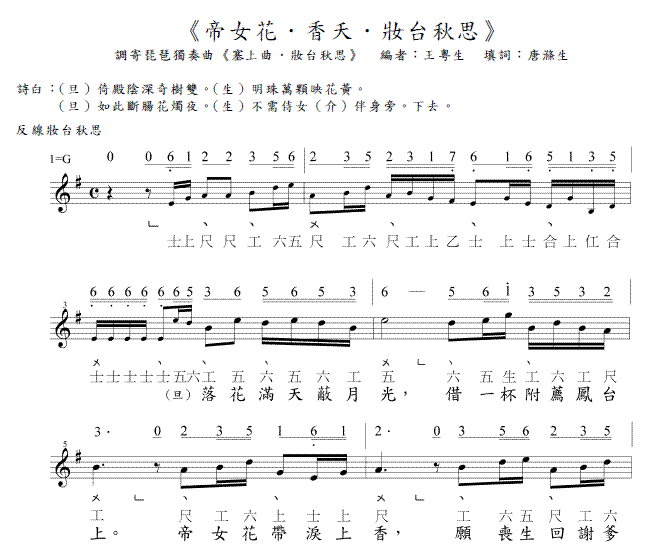
帝女花的工尺譜

粵劇的樂譜稱為工尺譜，是粵劇傳統的記譜方式。跟其他地方劇種所用的大同小異，都是利用譜字如合、士、乙、上、尺、工、反、六等代表唱腔裏的樂音，大約相等於西方音樂的So、La、Ti、Do、Re、Me、Fa、So。但乙音較西方的Ti音略低，而反音較西方的Fa音略高。
曲牌泛指曲牌體系以外的說唱及板式的曲調名稱。粵劇唱腔分兩大體系，一是板腔體系，另一是曲牌體系。主要分為牌子、大調及小調。曲調是有固定的旋律，包括：《陰告》（牌子）、《銀台上》（牌子）、《贵妃醉酒》（大調）、《罵玉郎》（大調）、《戀檀郎》（大調）、《秋江哭別》（大調）及《平湖秋月》（小調）。

## 表演場所

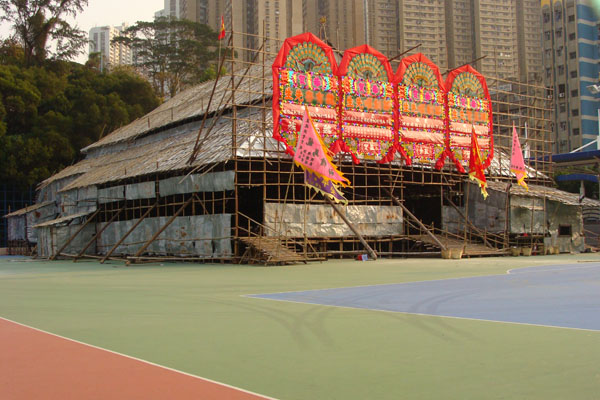
神功戲所採用的臨時戲棚
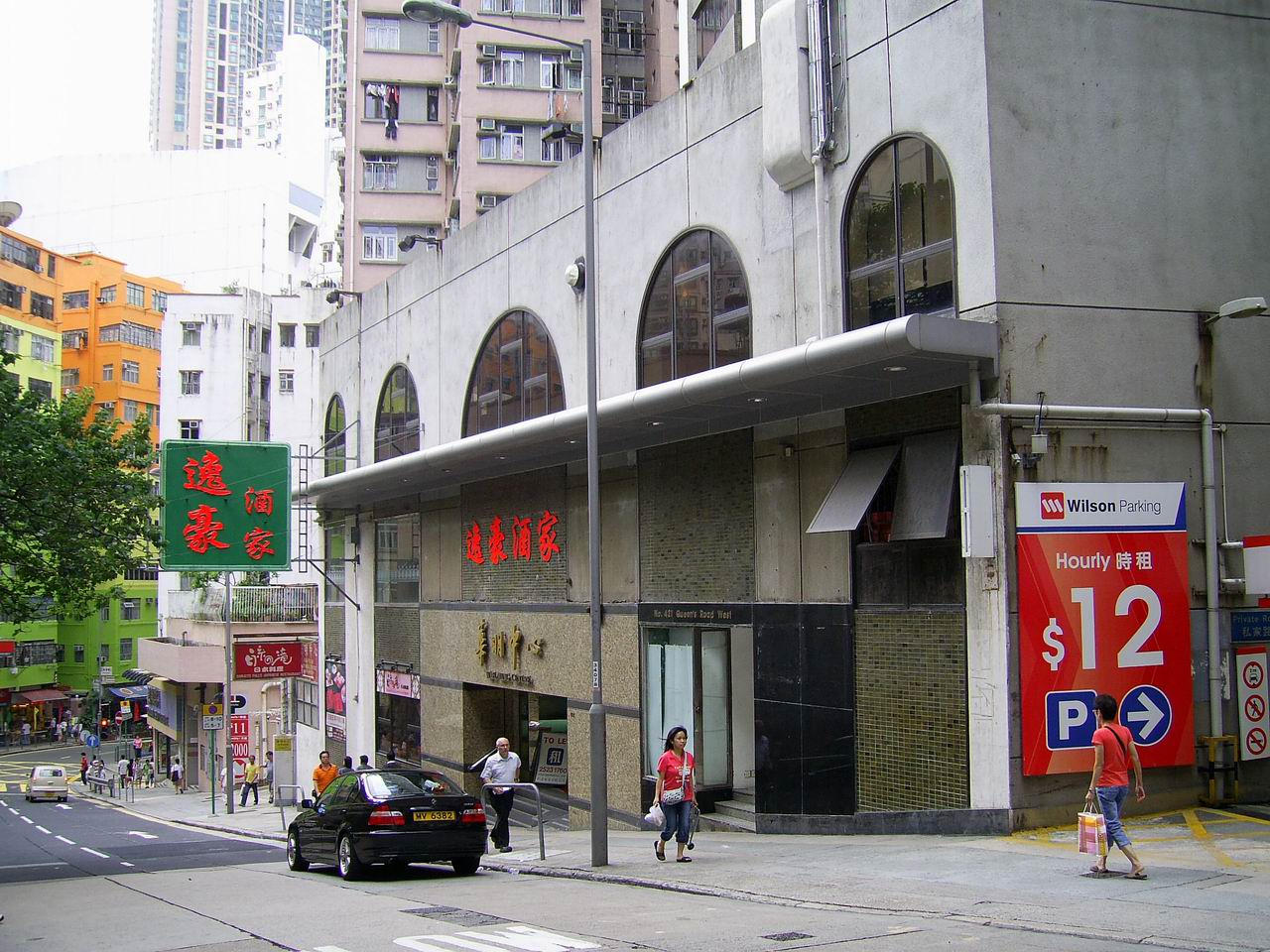
太平戲院舊址即現時華明中心
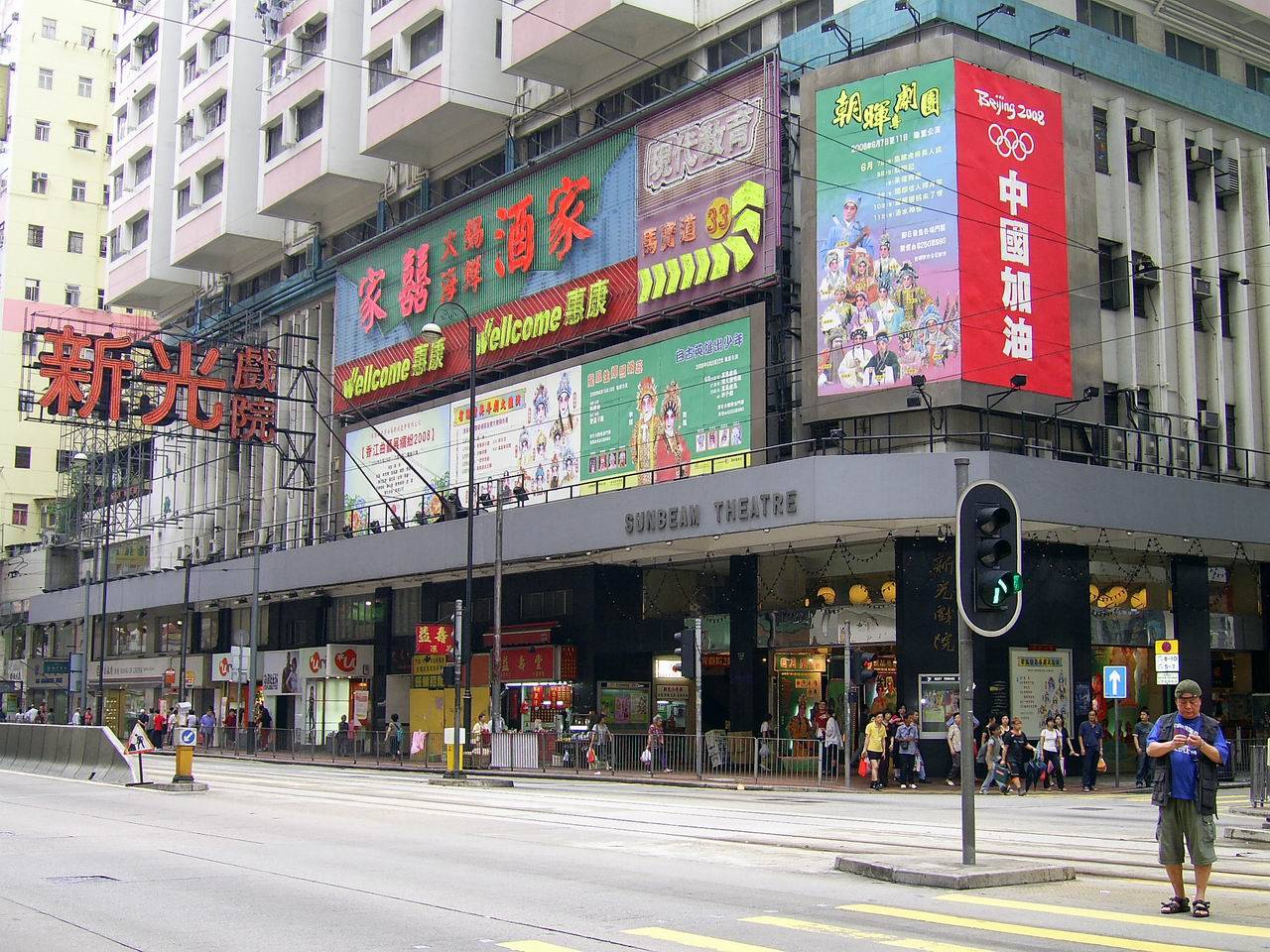
新光戲院外貌（於2025年3月3日已結業）
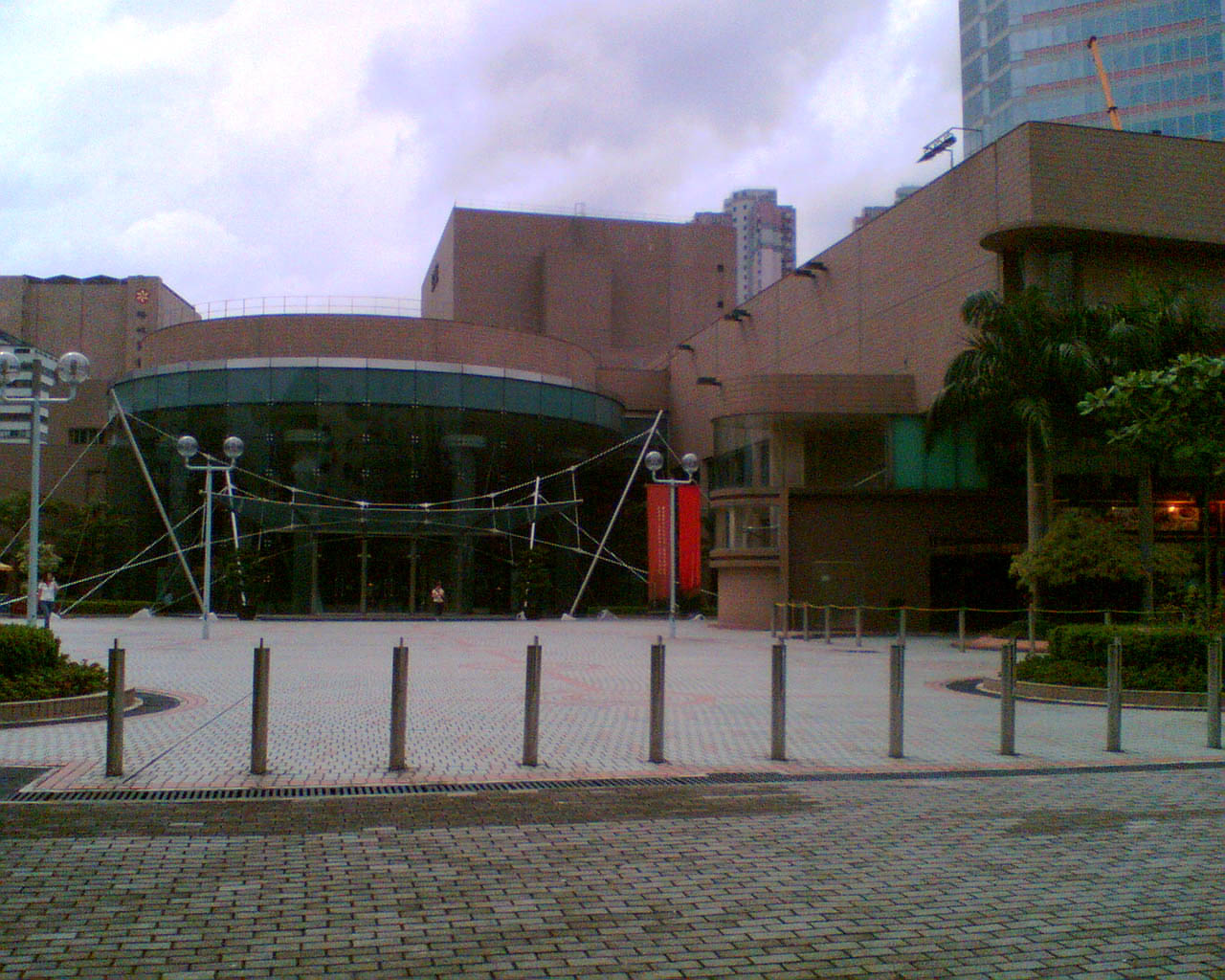
香港葵青劇院

在粵劇的歷史裡，粵劇的演出地點就像其他中國戲曲不斷演變。粵劇的表演場所一般分為臨時搭建的戲棚及永久性的戲臺。明朝時期，人民生活富裕，大戶人家會自設戲臺，招聘私人戲班，而佛山祖廟前戶外的華封戲台則是一個招待平民百姓的固定戲台。
到了民國初期粵劇表演走進了戲院。隨著設施不斷完善，讓觀眾更舒適地欣賞粵劇演出。以往廣州、佛山、香港有很多著名戲院，而香港則有太平戲院、高陞戲院、中央戲院、普慶戲院、利舞臺，它們都見證了香港粵劇的黃金歲月。在二次大戰後，遊樂場開始進入香港市民的生活中，一些著名的遊樂場如啟德遊樂場和荔園遊樂場也成了粵劇的表演場地。當利舞臺在1991年被拆卸重建成利舞臺廣場後，新光戲院便成了香港粵劇的重鎮。隨著粵劇在香港式微，粵劇劇團主要在新光戲院、葵青劇院及高山劇場等地演出。2025年3月，新光戲院亦相繼結業，粵劇劇團尚餘戲曲中心、高山劇場、葵青劇院、各區大會堂等演出。

### 戲棚
早期戲棚內設置神像、安放神壇供奉神明。香港的戲棚大多在神誕和佛誕演神功戲，以供奉神明和酬神等。
香港的戲棚由竹支構成樑柱並加上鐵片覆蓋屋頂及牆，提供簡單遮風擋雨的環境。一般的戲棚，每次撘建需約兩星期的時間。

### 戲臺

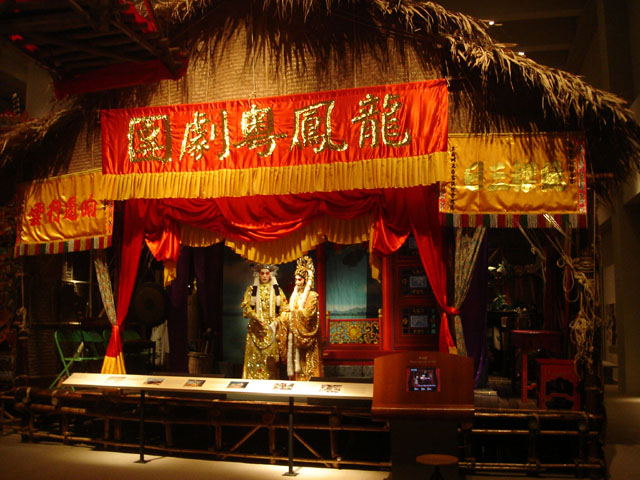
香港历史博物馆的粤剧戏棚场景

戲臺的方位以底景分幕前幕後。兩則出入口稱為虎度門。戲臺貼近觀眾席的部分稱為台口。觀眾看到台口的左邊就是棚面的位置。棚面後面就是把子箱。鄰近把子箱的虎度門的底景位置稱呼為師傅位。師傅位的幕後部分的對面就是提綱。幕後除了一道長走廊，盡是箱位，走廊盡頭就是大棚箱位。從觀眾的角度，左邊稱為雜邊，放的是雜箱；右邊稱為衣邊，放的是衣箱。
虎度門又稱為“渡古門”，因「渡」與古字「度」相同，即渡過之意。因為以前演員所扮演的都是已故的歷史人物，所以外江班稱之為“鬼道門”。在虎度門附近的“提綱位”所貼上的是一道“提綱”，是開戲師爺把故事、場次、鑼鼓、排場、角色的分配等用簡略地寫上，作為提示之用。在1930年代或之前，行內人習慣只憑提綱提示，在沒有詳細劇本下，故事細節內容全靠爆肚的表演方式，所以稱為“提綱戲”。雖然現在看來看似笑話，但也可見粵劇伶人的功力深厚。可是後來有聲的影畫戲從美國登陸廣州，直接對粵劇造成衝擊，薛覺先認為“提綱戲”是戲行的陋習。因此薛覺先不斷追求完美劇本，促使粵劇急速發展。

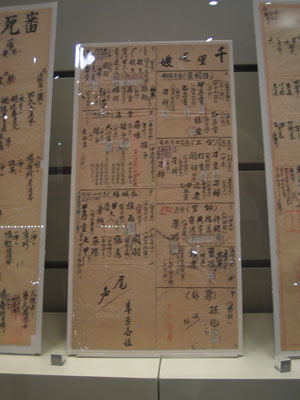
粤剧介绍故事、场次、角色等的提綱

傳統的戲臺沒有繁複的實景，全靠演員用身段和做手配合曲詞來塑造劇目的活動空間。觀眾通過演員的表演加以想象體會。如《金山寺》中所用的水旗、雲片，表現波濤洶湧；《游園驚夢》中花燈把杜麗娘“因情成夢”的夢境形象化、浪漫化、莊嚴化。運用兩支旗幟來表現坐車，用做手來表達策馬、開門。早期粵劇戲臺沒有布景，戲棚才挂一幅布幕。很多時候利用一桌兩椅位置的變化，象徵不同景物，例如公堂、城牆、山丘等。20世紀初，粵劇受話劇的影響，開始出現利用布類的東西製作成的“軟景”，在大帆布上繪畫城門、花園、宮殿，山林、河岸等景物，掛在天幕做布景。後來，又出現利用木材類的東西製作的“硬景”。省港班興起後，戲台便出現立體佈景。工作人員用木材及布組成立體佈景，有亭台樓閣、假山、樹木、廳堂等等。後來，其他演員連“宇宙燈”、“吊鋼線”，也搬上粵劇舞臺。三四十年代，粵劇也流行機關布景，演員和道具可以移動、可以從天而降、可以升空、也可以匿藏于台下。另外，也有在舞台上噴射真水、頭盔安裝電燈泡、引爆火等技倆來吸引戲迷。

## 行內習俗與術語
| 梨園     | 唐玄宗李隆基幼年即喜愛歌舞。6歲時，曾為他的祖母武則天在宮院裏即席表演了歌舞節目《長命女》。因為表演精湛，所以博得在座的皇親國戚及群臣們的讚賞。李隆基繼位後，選定了宮庭的一片梨園作為排練歌舞的場所，這就是梨園的來歷。自此，戲行內人人自稱梨園子弟。                             |
| 戲橋     | 戲橋是開戲前派給觀眾的單張，作為介紹劇目之用。一般印上劇情的簡介、編劇、導演、演員表等等。 |
| 紅船     | 19世紀末至20世紀初，粵劇戲班常在廣州沿海巡迴演出，為方便行程，故棲身於紅船。此類戲班皆稱為紅船戲班。紅船船艙臥鋪分配及工人職責皆有規定，成為日後戲班的基礎。一般來說，粵劇戲班分為本地班、外江班、本地外江班及過山班。一般一個戲班擁有天地二艇，後來規模增加至146人，才設立畫艇。 |
| 爆肚     | 爆肚即是「即興」，可解作即時的創作。演員根據演出時的感情，作出與劇本有出入或沒有經彩排的發揮。 |
| 撞板     | 在演奏或唱曲時，節拍或速度出現錯誤。由於粵劇很受香港人歡迎，“撞板”成了形容“出錯”的俗語。 |
| 欲免向隅 | 因為戲棚是臨時搭建的，觀眾席有很多竹柱，那些角落稱為隅。欲免向隅就是說避免竹柱阻礙視線。 |
| 紮、叔父 | 稱呼戲行長輩為“叔父”。“紮”意思是成名或晉升。這兩個詞語與三合會的黑話相同。因為舊社會粵劇藝人奔走江湖，賣藝謀生，免不了要和黑社會打交道。 |
| 煞科     | 煞科常見於劇本的最後一頁，代表「散場」。或者最後一個滾花作結尾，都叫做煞科。戲行內煞科也可以形容關係終結。然而電影界中，拍攝最後一幕也被稱為煞科。 |

## 神功戲

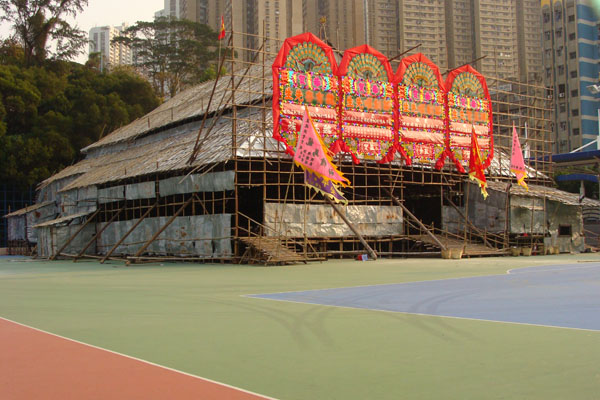
天后寶誕

在傳統節日中，百姓為了酬謝神恩會舉行一連串慶祝活動，如舞龍、舞獅、放鞭炮，更會籌集資金聘請戲班演出劇目作為主要慶祝活動。這些籌神的戲劇演出就叫做神功戲。
在香港而言，神功戲泛指一切因神誕、廟宇開光、鬼節打醮、太平清醮及傳統節日而上演的戲曲。
神功戲的例戲，依次序為《賀壽》，《六國封相》（簡稱封相，只於首晚演出），《跳加官》（簡稱加官），《天姬送子》。
《賀壽》分《碧天賀壽》和《香花山大賀壽》，以及相對簡單的小賀壽，《香花山賀壽》只在華光誕時演出，碧天賀壽也只在特別日子才演，一般戲班只演小賀壽。《天姬送子》簡稱送子。平日只演簡單的送子，稱小送子。正誕演大送子。特別節日時，在演戲換幕途中，演員會在師父神位前演送子，稱後台送子）。

## 傳統劇目
早期的傳統劇目有「江湖十八本」，全為早期演員的「開山戲」。同治中葉，有所謂「大排場十八本」，即：《寒宮取笑》、《三娘教子》、《三下南唐》（劉金定斬四門）、《沙陀借兵》（《石鬼仔出世》）、《五郎救弟》、《六郎罪子》（《轅門斬子》）、《四郎探母》、《酒樓戲鳳》、《打洞結拜》、《打雁尋父》、《平貴別窯》、《仁貴回窯》、《李忠賣武》、《高平關取級》、《高望進表》、《斬二王》（即《陳橋兵變》）、《辨才釋妖》（即《東坡訪友》）及《金蓮戲叔》。
同治七年，有「新江湖十八本」，按郭秉箴《粵劇藝術論》所列：《再重光》、《雙國緣》、《動天庭》、《青石嶺》、《贈帕緣》、《困幽州》、《七國齊》、《俠雙花》、《九龍山》、《逆天倫》、《和為貴》、《鬧揚州》、《雙結緣》、《雪重冤》、《龍虎鬥》、《西河會》、《金葉菊》、《黃花山》。
清朝光緒中葉，則出現著重唱功的「粵劇文靜戲」，如《仕林祭塔》、《黛玉葬花》、《蘇武牧羊》等，又稱為「大排場十八本」。中華人民共和國建國後，整理編寫的劇目有《寶蓮燈》、《平貴別窯》、《柳毅傳書》等。
根據香港梁沛錦博士的《粵劇劇目通檢》，粵劇劇碼大約有一萬一千三百六十個。從二十年代起，大量的粵劇劇本大致可分為幾種類型：
1. 從舊本整理改編，如根據江湖十八本
2. 從古典小說或傳奇改編，如“三國戲”、“封神榜戲”、“水滸戲”。
3. 從民間文學或地方掌故改編，如《梁天來》。
4. 從外國小說外國戲改編，如根據莎士比亞的《馴悍記》改編的《刁蠻宮主戇駙馬》，根據《一千零一夜》的月宮寶盒改編的《賊王子》等。
5. 從美國電影改編，如根據《郡主與侍者》改編的《白金龍》。
6. 從其他劇種改編移植，如根據京劇《四進士》改編為《審死官》。
7. 反映現實的新創作，如清末民初一些革命志士創作的文明戲，如《新廣東女兒傳奇》、《黃蕭養回頭》及《班定遠平西域》。

## 著名劇目

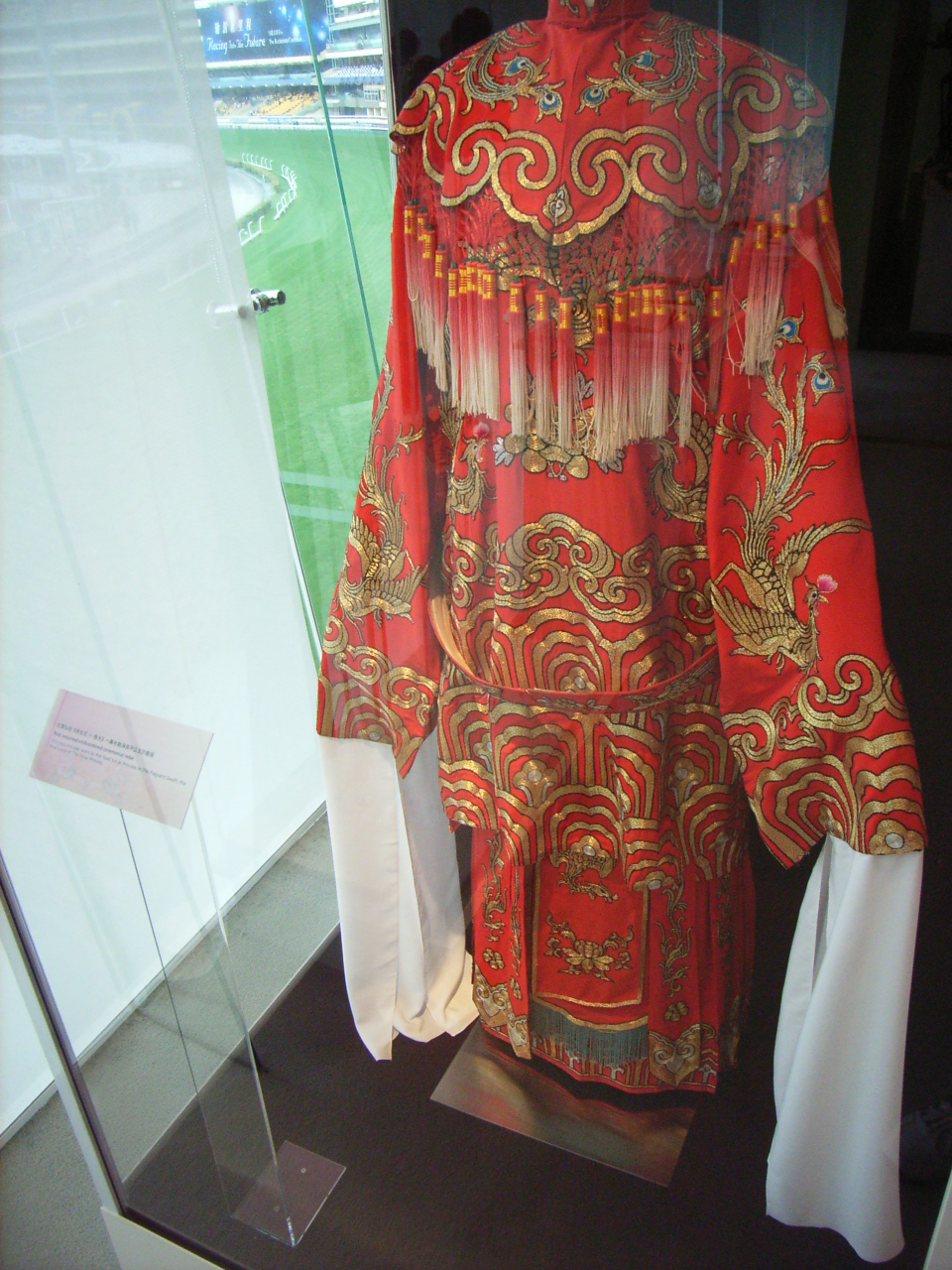
《帝女花》中长平公主的戏服

繼承了民間傳說、京劇崑劇等著名劇目，加上唐滌生所創作的劇目，使著名粵劇非常豐富。由於部分劇目受到非常喜愛，隨著新媒體的誕生，這些著名粵劇被拍攝成電影、電視劇、話劇，甚至音樂劇。例如唐滌生名劇《帝女花》、《紫釵記》、《牡丹亭驚夢》、《雙仙拜月亭》、《再世紅梅記》、《蝶影紅梨記》、《香羅塚》、《紅了櫻桃碎了心》、《血染海棠紅》、《紅樓夢》、《三笑姻緣》、《花田八喜》、《白兔會》、《桂枝告狀》、《竇娥冤》（又名《六月飞霜》或《六月雪》）、由徐子郎編劇的《鳳閣恩仇未了情》和《無情寶劍有情天》、源於唐代傳奇小說《柳毅傳書》，源自晉劇著名傳統作品《醉打金枝》（編劇：蘇翁），《秦香蓮》、來自神魔小說的《鏡花緣》、《花蕊夫人》，還有被列入第一批国家级非物质文化遗产名录的《梁祝》。

### 傳統例戲
傳統例戲有《六國大封相》、《天姬送子》、《賀壽》、《碧天賀壽》、《跳加官》、《祭白虎》、《玉皇登殿》、《觀音得道》、《香花山賀壽》，還有失傳近百年的《開叉》(又名《開天門》)。早期的天姬送子是每天都有不同的固定曲白，現在只有大送子和小送子，大送子是在正誕日戲前由台柱演員演出的一折送子全本，唱做俱全，小送子是平日日戲前由二至三名次要演員演出的送子簡本。若在演出日遇上張五先師或田竇二師等誕辰節慶時，一般在夜戲尾場前，棚面和演員們在後台師父神位前，演出賀壽送子，稱為後台賀壽送子。神功戲尾戲有封台儀式，演員的穿載和演出類似跳加官，但相對地簡短得多。跳加官有女加官，女加官和男加官的分別是演員不載面員，相同的是男女加官均是獨腳戲，演員身穿鳳冠霞帔，持牙笏，舞蹈中擺出「一品夫人」四字的架。

## 著名人物

### 粵劇幕後人物

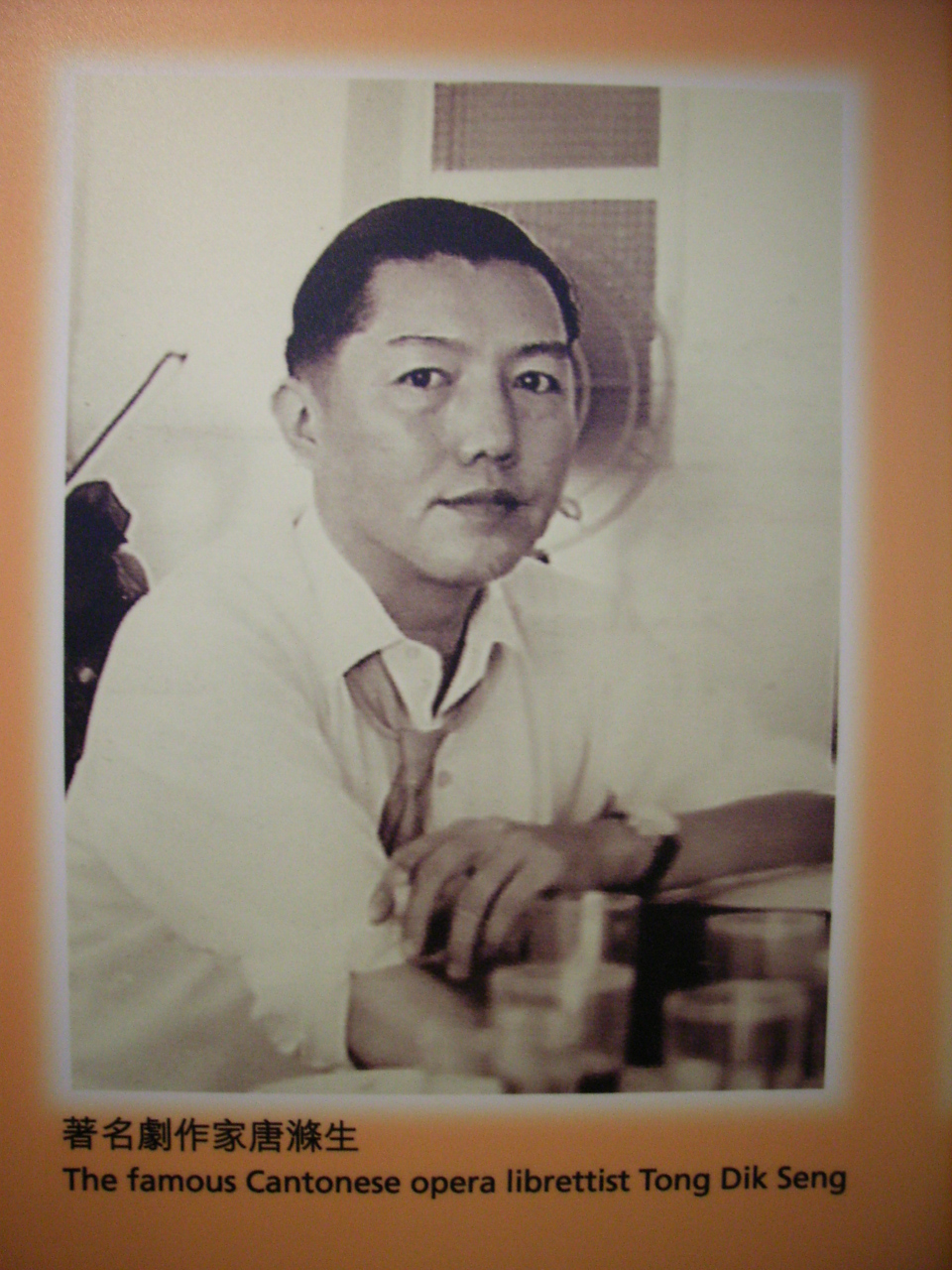
享有“粤剧鬼才”美誉的编剧唐滌生

一齣為人讚頌的粵劇需要很多幕後人員配合，而出色的人物更會有不同的稱號。編劇家往往是劇目的靈魂，南海十三郎和唐滌生便是其中的代表者，著名的人物還有1950年代的曲王吳一嘯、曲聖王心帆、曲帝胡文森，音樂家有尹自重、羅家英的四叔掌板羅家樹、打鑼高根；2000年代音樂領導、作曲高潤鴻等等。

### 名伶
自清末名伶邝新华到民國初期，粵劇演員人才輩出。首先有五大流派，包括薛覺先、馬師曾、桂名揚、白駒榮/白玉堂和廖俠懷，而「粵劇四大名丑」則指半日安、葉弗弱、廖俠懷與李海泉（李小龍父親）。
除此之外，也有些獨當一面的男演員，譬如武生王靚次伯、丑生王梁醒波、慈善伶王新馬師曾、武狀元陳錦棠、武探花梁蔭棠、愛國藝人關德興、生紂王羅家權。
女角方面有早期的女薛覺先陳皮梅、生坦己秦小梨、花旦王芳艷芬、藝術旦后余麗珍、萬能旦后鄧碧雲。近代則有以反串為聞名的戲迷情人任劍輝和公認為她最佳搭檔的白雪仙。
- 梁醒波（生王）、許英秀、羅家權（生紂王，羅家英父親）、譚定坤(新梁醒波)、新海泉、尤聲普、孫業鴻、張雄平
- 任劍輝（戲迷情人）、陳皮梅（女薛覺先）、李鳳聲、龍劍笙、蓋鳴暉、劉惠鳴
- 上海妹（創反線中板）、陳艷儂、秦小梨（生坦己）、芳艷芬（花旦王）、余麗珍（藝術旦后）、鄧碧雲（萬能旦后）、鄭碧影、林小群、林錦屏、白雪仙、紅線女、羅艷卿、鳳凰女、吳君麗(50年代)、陳好逑、南紅、李寶瑩、梅雪詩、尹飛燕(90年代)、王超群（武打名伶）、南鳳、吳美英
- 靚次伯（生王）、陳錦棠（武狀元）、梁蔭棠（武探花）、祁筱英(桂名揚徒，女武状元)、呂洪廣（呂玉郎兒子）
- 男花旦：千里駒、肖麗章、陳非儂（陳寶珠父親）、謝醒儂、袁仕驤、林超群（林小群、林錦屏父親）、歐陽炳文
- 跨行當演員：譚蘭卿（初攻花旦，後轉女丑）、少新權、朱秀英、蕭仲坤、賽麒麟、關海山、阮兆輝、新劍郎
- 任冰兒（二幫王）、李香琴、陳嘉鳴（鄧碧雲徒，初習生角，後轉旦角）、鄭詠梅(2千年代二幫)

曲藝方面，粵曲演唱家當中，有四大平喉或平喉四傑之稱的就是小明星、徐柳仙、張惠芳、張月兒。鄭幗寶則被稱為「濠江之鶯」。

## 組織
明代，由於粵劇在廣東佛山越來越盛行，為了方便聯絡和安排與班主訂立合約，負責籌辦粵劇的藝人便集合起來成立瓊花會館。後來，清朝咸豐年間，由李從善老先生在黃沙同吉大街建立了同類組織吉慶公所。到了清朝光緒十五年（1889年）在廣州建立一個有規模的著名粵劇組織－－八和會館（八和是德和、永和、兆和、新和、福和、慎和、普和、合和等共八個堂組成）。隨著粵劇在東南亞各地普及，粵劇組織相繼出現，有新加坡的慶維新和吉隆坡的普長春。

## 海外評論
- 差利·卓別靈觀看京劇及粵劇後的評語，見戏曲#海外評論[96]:28

### 引用
1. ↑  黄淑娉. . 廣東高等教育出版社. 1999年. ISBN 9787536123793 （中文（中国大陆））.
2. 1 2  . 民間文化網. （原始内容存档于2007-09-30） （中文（中国大陆））.
3. ↑  顧樂真. . 國立傳統藝術中心. ISBN 9789570255553 （中文（臺灣））.
4. ↑  也斯. . 香港. 1993年: 248頁 （中文（香港））.
5. ↑  . 廣東文化網. 2006-06-06 （中文（中国大陆））.[]
6. 1 2  . 中國國務院. 2006年6月2日  [2008-10-25]. （原始内容存档于2007-12-22） （中文（中国大陆））.
7. ↑  粵劇列聯合國文化遺產 老倌促設永久演出場地解傳承危機 （页面存档备份，存于），《明報》，2009年10月1日
8. ↑  李修生; 赵义山. . 中國: 上海古籍出版社. 2001年. ISBN 9787532529605 （中文（中国大陆））.
9. ↑  葛晓音. . 中国论文下载中心. （原始内容存档于2016-03-10） （中文（中国大陆））.
10. ↑  . 鯤島本土文化. 2008-11-03. （原始内容存档于2008-06-22） （中文（臺灣））.
11. ↑  . 《唐詩宋詞》藏經閣. 2008-11-03. （原始内容存档于2009-01-12） （中文（中国大陆））.
12. ↑  徐湘霖. . 四川師範大學. 1994-10-01 （中文（中国大陆））.
13. ↑  田青. . 国家宗教事务局. 2004年. ISSN:1006-7558 （中文（中国大陆））.
14. ↑  宋代王灼《碧雞漫誌》卷二載:「熙﹑豐﹑元祐年間……澤州孔三傳者，首創諸宮調古傳，士大夫皆能誦之。」
15. ↑  . 香港教育局. （原始内容存档于2016-05-16） （中文（香港））.
16. ↑  賴伯疆，黃雨青. .
17. ↑  佛山人民广播电台：粤韵知音：明代南海有花旦
18. ↑  李悦强. . 《广东艺术》. 2001, 第6期  [2008-10-27]. （原始内容存档于2021-04-21） （中文（中国大陆））.
19. ↑  . 佛山電台.   [2005-11-19]. （原始内容存档于2006-06-18） （中文（中国大陆））.
20. ↑  . 廣東文化網 （中文（中国大陆））.[]
21. ↑  . 2003-12-16  [2008-10-28]. （原始内容存档于2016-03-03） （中文（中国大陆））.
22. ↑  . 廣東文化網. （原始内容存档于2006-06-25） （中文（中国大陆））.
23. ↑  . 廣州市地方誌. （原始内容存档于2007-09-28） （中文（中国大陆））.
24. ↑  . 中國青年粵劇網. （原始内容存档于2016-03-31） （中文（中国大陆））.
25. ↑  . 政府新聞網. 2002年8月5日  [2008年2月1日]. （原始内容存档于2021年4月21日） （中文（香港））.
26. ↑  賴伯疆. . 廣東人民出版社. : 第183頁 （中文（中国大陆））.
27. ↑  饒韻華. . 粵劇國際研討會論文集（上）. 2009 （中文（臺灣））.
28. ↑  谭天星, 姜义华主编, 沈立新. . 上海人民出版社. 1998  [2009-05-31]. （原始内容存档于2021-04-21） （中文（中国大陆））.
29. ↑  廣東省藝術創作研究室. . 1984  [2009-05-31]. （原始内容存档于2021-04-21）.
30. ↑  蔡鈞：《出洋瑣記》，見《小方壺齋輿地叢鈔》第11帙第440頁下
31. ↑  賴伯疆. . 廣東人民出版社. : 第198頁 （中文（中国大陆））.
32. ↑  . 香港電台. （原始内容存档于2016-05-05） （中文（香港））.
33. ↑  賴伯疆. . 廣東人民出版社. : 第205頁 （中文（中国大陆））.
34. ↑  梁威. . 花都區政府. 1997-06-04  [2008-10-29]. （原始内容存档于2009-01-12） （中文（中国大陆））.
35. ↑  . 順德圖書館. 2006-06-29. （原始内容存档于2007-08-08） （中文（中国大陆））.
36. ↑  何志平. . 大公報. 2007-07-29  [2008-10-26]. （原始内容存档于2009-01-12） （中文（香港））.
37. 1 2  潘惠蓮. . 2020年7月  [2020年12月26日]. （原始内容存档于2021年4月27日）.
38. ↑  香港《華字日報》，1936年10月17日（星期六），第二張，第二頁。要聞縮輯。
39. ↑  黎鍵. . 香港: 三聯書店（香港）有限公司. 2010: 192. ISBN 9789620430480.
40. ↑  葉世雄. . 文匯報. 2006年6月6日. （原始内容存档于2007年11月3日） （中文（香港））.
41. ↑  任田. . 文匯報. 2007-07-07  [2008-11-05]. （原始内容存档于2021-03-02） （中文（香港））.
42. ↑  . 中共佛山市宣傳委員會. 2004-07-01  [2008-10-29]. （原始内容存档于2016-04-08） （中文（中国大陆））.
43. 1 2  . 南方日报. 2004-08-29  [2008-10-28]. （原始内容存档于2017-11-12） （中文（中国大陆））.
44. ↑  教育署如何推廣粵劇及粵曲 的存檔，存档日期2007-08-27.，香港中文大學戲曲資料中心
45. ↑  . 無綫電視《新聞檔案》. 2019-01-11  [2020-01-13]. （原始内容存档于2020-01-13） （中文（香港））.
46. ↑  黃寶儀. . 文匯報. 2016-12-02  [2017-09-24]. （原始内容存档于2021-03-19）.
47. ↑  . www.coac-codf.org.hk.   [2017-09-25]. （原始内容存档于2021-03-19） （中文（香港））.
48. ↑  . 香港大學.   [2008-11-07]. （原始内容存档于2010-09-07） （中文（香港））.
49. ↑  張曦. . 文匯報. 2007-01-20  [2008-11-05]. （原始内容存档于2021-04-21） （中文（香港））.
50. ↑  罗丽. . 广州市文化局.   [2008-11-05]. （原始内容存档于2008-12-03） （中文（中国大陆））.
51. ↑  . 香港電台. 2001-12-04  [2008-11-05]. （原始内容存档于2016-05-08） （中文（香港））.
52. ↑  . 汪明荃官方網站.   [2011-08-08]. （原始内容存档于2021-03-02）.
53. ↑  . 2008-08-01  [2009-05-31]. （原始内容存档于2010-07-08）.
54. ↑  . 佛山電台. 2008-07-07  [2008-10-28]. （原始内容存档于2020-11-03） （中文（中国大陆））.
55. ↑  . 無綫新聞. 2015-05-22  [2015-05-22]. （原始内容存档于2016-04-02） （中文（香港））.
56. ↑  .   [2018-08-25]. （原始内容存档于2018-08-25）.
57. ↑  . 花都區政府.   [2008-02-22]. （原始内容存档于2009-01-12） （中文（中国大陆））.
58. ↑  . 上海數字圖書館.   [2008-10-27]. （原始内容存档于2005-12-20） （中文（中国大陆））.
59. ↑  . 粵劇藝術網.   [2008-10-27]. （原始内容存档于2019-01-30） （中文（中国大陆））.
60. ↑  . （原始内容存档于2009-01-13） （中文（中国大陆））.
61. ↑  .   [2008-10-27]. （原始内容存档于2016-03-05） （中文（香港））.
62. ↑  . （原始内容存档于2007-09-28） （中文（中国大陆））.
63. 1 2  粤剧脸谱集，广东人民出版社，1963年
64. ↑  . 中國文化研究院.   [2019-01-27]. （原始内容存档于2020-12-24）.
65. ↑  . 香港文匯報. 2006-08-09  [2008-10-25]. （原始内容存档于2021-03-19） （中文（香港））.
66. ↑  . （原始内容存档于2002-10-26） （中文（臺灣））.
67. 1 2  《合哂合尺》,無線電視翡翠台,2008年1月
68. ↑  .   [2018-02-07]. （原始内容存档于2018-02-07）.
69. ↑  張慧婷.  (PDF). 語言學系 (香港中文大學). 2006年6月  [2018-04-18]. （原始内容存档 (PDF)于2015-06-03）.
70. ↑  . 成報. 2006-05-31.[]
71. ↑  . 广州电视台. 2005年4月20日  [2008年10月29日]. （原始内容存档于2005年12月27日） （中文（中国大陆））.
72. ↑  . 香港特區政府. 1999-07-27  [2011-12-26]. （原始内容存档于2015-09-24）.
73. ↑  葉世雄. . 文匯報. 2006-11-14  [2008-10-29]. （原始内容存档于2021-04-21） （中文（香港））.
74. ↑  
. 香港教育局.   [2008-10-29]. （原始内容存档于2008-10-20） （中文（香港））.
75. ↑  . 香港教育局.   [2008-10-29]. （原始内容存档于2010-09-15） （中文（香港））.
76. 1 2  黃滔. . 粵語文化傳播協會. （原始内容存档于2021-04-21） （中文（香港））.
77. ↑  廣州市地方誌辦公室. . 中國新聞評論網.   [2008-10-24]. （原始内容存档于2016-03-05） （中文（臺灣））.
78. ↑  . 家聲天地.   [2008-10-24]. （原始内容存档于2008-12-01） （中文（香港））.
79. ↑  教育統籌局 藝術教育組. . 唱腔.   [2014年7月28日]. （原始内容存档于2016年5月16日） （中文（香港））.
80. ↑  . 香港康樂文化事務署. 2008年10月18日  [2008-10-30]. （原始内容存档于2009年1月12日） （中文（臺灣））.
81. ↑  . 頭條日報 （中文（香港））.
82. ↑  香港建築師學會.  (PDF).   [2014年7月28日]. （原始内容 (PDF)存档于2021年4月21日）.
83. ↑  
. 广州市花都区人民政府. 1997-06-02  [2006-07-12]. （原始内容存档于2007-09-28） （中文（中国大陆））.
84. ↑  . 香港教育局.   [2008-10-27]. （原始内容存档于2016-05-16） （中文（香港））.
85. ↑  . 中华文化信息网. （原始内容存档于2006-08-25） （中文（中国大陆））.
86. ↑  . （原始内容存档于2005-02-18） （中文（中国大陆））.
87. ↑  陳守仁. . 香港: 三聯書店. 1996年 （中文（香港））.
88. ↑  . 香港城市大學中國文化中心 （中文（香港））.[永久]
89. ↑  . 香港中文大學. （原始内容存档于2006-06-22） （中文（香港））.
90. ↑  . 香港政府新聞公報. 一九九八年十一月. （原始内容存档于2021-03-19） （中文（香港））.
91. 1 2 3 4 5 6 7 8 9 10 11 12 13 14 15 16  . 粵曲網上匯知音. 2007-07-31. （原始内容存档于2009-01-12）.
92. ↑  . 傳統神誕文化. 2010-11-02  [2011-04-14]. （原始内容存档于2010-11-15）.
93. ↑  . 傳統神誕文化.   [2011-04-14]. （原始内容存档于2020-06-20）.
94. ↑  . 佛山電台. 2007-05-31. （原始内容存档于2018-09-29） （中文（中国大陆））.
95. ↑  . 佛山文化信息網. 2007-05-10  [2008-10-30]. （原始内容存档于2011-12-19） （中文（中国大陆））.
96. ↑  胡振（古岡）. . 香港: 利源書報社. 2003. 香港公共圖書館索書號：992.62 4751.

### 书目
- 《佛山忠義鄉志》
- 孔茗，《紅線女傳奇之獨上高樓》，香港博益，1985。
- 紅線女，《紅線女自傳》，香港星辰出版社，1986。
- 賴伯疆，《薛覺先藝苑春秋》，上海文藝出版社，1993。
- 賴伯疆，《廣東戲曲簡史》，廣東人民出版社，2001-12-1，ISBN 7-218-03579-5。
- 陳守仁著，《香港粵劇研究·上卷》
- 陳守仁，《儀式、信仰、演劇─神功粵劇在香港》，香港中文大學音樂系粵劇研究計劃，1996。
- 陳守仁著、葉正立攝影，《神功戲在香港─粵劇、潮劇及福佬劇》，三聯書店，1996。
- 陳守仁，《香港粵劇導論》，香港中文大學音樂系粵劇研究計劃，1999。
- 蔡志祥，《打醮：香港的節日和地域社會》，三聯書店，2000。
- 胡振（古岡），《廣東戲劇史（紅伶篇之一）》，香港利源書報社有限公司，2002。
- 胡振（古岡），《廣東戲劇史（紅伶篇之二）》，香港利源書報社有限公司，2002。
- 胡振（古岡），《廣東戲劇史（紅伶篇之三）》，香港利源書報社有限公司，2002。
- 胡振（古岡），《廣東戲劇史（紅伶篇之四）》，香港利源書報社有限公司，2002。
- 胡振（古岡），《廣東戲劇史（紅伶篇之五）》，香港利源書報社有限公司，2002-09。
- 胡振（古岡），《廣東戲劇史（紅伶篇之六）》，香港利源書報社有限公司, 2003-07。[1]
- 胡振（古岡），《廣東戲劇史（紅伶篇之七）》，香港利源書報社有限公司, 2003-08。
- 陳守仁，《香港粵劇劇目初探（任白卷）》，香港中文大學音樂系粵劇研究計劃，2005-01。
- 胡振（古岡），《廣東戲劇史（紅伶篇之九）》，香港利源書報社有限公司, 2005-03。
- 胡振（古岡），《廣東戲劇史（紅伶篇之十）》，2005-07。
- 胡振（古岡），《廣東戲劇史》
- 黃燕芳／施君玉，《香江梨園：粵劇文武生羅家英》，香港大學美術博物館，2005-11。ISBN 962-8038-57-5
- 《瓊花八和歷史拉雜記》任俊三〔即鄺新華少徒靚新華〕是書為1944年的手抄本。
- 《戲船》劇刊，香港鳳牌出版部1931年出版，是書藏香港大學孔安道圖書館。
- 《廣東戲劇史畧》──麥嘯霞著
- 《粵劇》〔詞條〕──賴伯疆著〔載於廣東戲曲志、粵劇春秋等書〕
- 周仕深；鄭寧恩，《情尋足跡二百年：粤劇國際研討會論文集》，香港中文大學音樂系粤劇研究計劃，2008。
- 程美宝：〈近代地方文化的跨地域性——20世纪二三十年代粤剧、粤乐和粤曲在上海 （页面存档备份，存于）〉。